# Episodi di One Piece (nona stagione)
Questa lista comprende la nona stagione della serie televisiva anime One Piece, prodotta da Toei Animation, diretta da Kōnosuke Uda e tratta dall'omonimo manga di Eiichirō Oda.
La nona stagione si intitola Saga di Enies Lobby (エニエス・ロビー篇?, Eniesu Robī hen) e raggruppa gli episodi dal 264 al 336. In essa i protagonisti giungono a Enies Lobby per cercare di salvare Nico Robin dal CP9; in seguito, tornati a Water Seven, si procurano una nuova nave, la Thousand Sunny, e alla ciurma si aggiunge Franky. Gli episodi dal 279 al 283 fanno parte della saga speciale Teatrino di Cappello di paglia e storie dei pirati di Cappello di paglia (麦わら劇場&麦わら海賊譚?, Mugiwara gekijō & Mugiwara kaizoku-dan) e costituiscono riassunti di parti di storia precedente che mostrano come ogni membro si sia unito alla ciurma, inoltre, alla fine sono presenti degli spezzoni comici disegnati in stile super deformed, di circa tre minuti, tratti da vignette originariamente disegnate da Oda per la rivista One Piece Log. I 73 episodi sono stati trasmessi in Giappone su Fuji TV dal 21 maggio 2006 al 23 dicembre 2007. In Italia gli episodi dal 264 al 309 sono andati in onda su Italia 1 dal 13 ottobre 2008 al 15 gennaio 2009. Gli episodi restanti, dal 310 al 336, sono stati trasmessi, sempre su Italia 1 dal 15 settembre al 25 novembre 2009.
Le sigle di apertura adottate sono Brand New World dei D-51 per gli episodi dal 264 al 278, We Are!: shichinin no Mugiwara kaizoku-dan hen (ウィーアー!〜7人の麦わら海賊団篇〜?, Wī Ā!: shichinin no Mugiwara kaizoku-dan hen), identica alla prima opening We Are!, ma cantata dai seiyū dei sette protagonisti, per gli episodi dal 279 al 283, Crazy Rainbow di Tackey & Tsubasa per gli episodi dal 284 al 325 e Jungle P dei 5050 per i restanti episodi, mentre la sigla di chiusura è Adventure World dei Delicatessen per gli episodi dal 264 al 278. Inoltre a partire dall'episodio 279, non viene più usata alcuna sigla di chiusura, tuttavia la sigla di apertura a partire dall'episodio 284 risulta essere più lunga. L'edizione italiana ha adottato invece come sigla unica di apertura e di chiusura Pirati all'arrembaggio di Cristina D'Avena e Antonio Divincenzo.

## Lista episodi
| Nº  | Titolo italiano Giapponese 「Kanji」 - Rōmaji - Traduzione letterale | In onda           | In onda           |
| Nº  | Titolo italiano Giapponese 「Kanji」 - Rōmaji - Traduzione letterale | Giapponese        | Italiano          |
| 264 | Preparativi per l'attacco 「上陸作戦始動！麦わら一味突入せよ！」 - Jōriku sakusen shidō! Mugiwara ichimi totsunyū seyo! – "Inizia l'operazione sbarco! L'irruzione della ciurma di Cappello di paglia!" | 21 maggio 2006    | 13 ottobre 2008   |
| 264 | Sanji e Usop raccontano alla Franky Family quello che è successo sul Puffing Tom. Subito dopo il Rocket Man li raggiunge; i due gruppi si riuniscono e assieme avvistano in lontananza Enies Lobby. Sull'isola giudiziaria Spandam, che comanda il CP9, si trova in compagnia di Jabura, Fukuro e Kumadori, che hanno appena terminato la missione di assassinare alcuni rivoluzionari. A bordo del Rocket Man, Rufy e Chopper sono gli unici a non riconoscere Usop dietro al suo travestimento. Sanji spiega anche ai suoi compagni quello che è successo e Rufy insiste nell'andare all'assalto dell'isola anche se Robin ha detto di non essere intenzionata a tornare a navigare con loro. Subito dopo Pauly descrive la struttura dell'isola sottolineando il fatto che Robin deve essere salvata prima che attraversi il cancello della giustizia altrimenti sarà impossibile riuscirci. La Franky Family e la Galley-La Company si offrono di sbarcare per primi per aprire un varco per la ciurma di Rufy, gli unici che abbiano speranze di sconfiggere il CP9. Rufy ignora le indicazioni ricevute e si lancia sull'isola prima che il treno la raggiunga. Dopo avere sorpassato il primo cancello, si dirige di corsa verso il secondo, sbaragliando il primo gruppo di guardie. |                   |                   |
| 265 | Attacco a Enies Lobby 「ルフィ快進撃！司法の島で大決戦！！」 - Rufi kaishingeki! Shihō no shima de daikessen!! – "Rufy fa irruzione! La grande battaglia decisiva sull'isola giudiziaria!!" | 4 giugno 2006     | 14 ottobre 2008   |
| 265 | La Franky Family e la Galley-La Company sbarcano a Enies Lobby e partono alla carica. Anche Rufy, che si trova più avanti, continua a sconfiggere coloro che cercano di fermarlo. Per questo motivo Spandam ordina che Oimo e Karsee vengano svegliati. Nel frattempo il gruppo di agenti del CP9 guidato da Lucci procede portando con sé Robin e Franky. La Franky Family sconfigge il primo gruppo di guardiani; Mozu e Kiwi sbloccano il portone e i Destroyers lo aprono. Giunti di fronte al cancello successivo, però, si trovano di fronte a una minaccia molto più pericolosa: Oimo e Karsee infatti, sono due giganti. Di fronte a loro anche i possenti Destroyers sembrano piccoli e infatti vengono sconfitti senza alcun sforzo. Gli altri membri della Franky Family non sanno come attaccarli. A bordo del Rocket Man, Kokoro informa i pirati che mancano due minuti al momento in cui dovranno andare all'attacco. Rufy invece si ritrova circondato da centinaia di marine e agenti governativi che lo deridono per la netta inferiorità numerica, ma Rufy non se ne cura e si prepara a sconfiggerli tutti. |                   |                   |
| 266 | I guardiani giganti 「巨人族との攻防！第二の扉を開けろ！」 - Kyojinzoku to no kōbō! Daini no tobira o akero! – "Battaglia contro i giganti! La seconda porta si apre!" | 11 giugno 2006    | 15 ottobre 2008   |
| 266 | La Franky Family trova il coraggio di attaccare Oimo e Karsee, ma non riesce a oltrepassarli. In loro soccorso giungono Sodoma e Gomorra a cui la Galley-La company ha applicato dei cingoli per permettere loro di muoversi sulla terraferma. Con un perfetto gioco di squadra i carpentieri aiutati da Mozu, Kiwi e Zanbai, fanno cadere e immobilizzano Karsee. Inoltre, con l'inganno, fanno in modo che sia Oimo a dargli il colpo di grazia. Nel frattempo Spandam si tiene informato sullo stato dell'invasione di Enies Lobby, ma per via di un malinteso crede che Rufy abbia sconfitto solamente cinque agenti. In quel momento il gruppo di Lucci fa il suo ingresso nella sua stanza. Jabura lo accoglie con ostilità e all'improvviso Fukuro si scaglia contro i nuovi arrivati, che lo colpiscono uno dopo l'altro. In realtà Fukuro si è fatto colpire per rivelare la loro forza e rivela i risultati: Lucci ha raggiunto un livello di quattromila Doriki il più alto mai registrato nella storia del CP9. Jabura si infuria ancora, perché sia Lucci che Kaku sono più forti di lui. Quando gli animi si placano, Spandam loda il lavoro svolto per cinque anni a Water Seven e mostra loro due frutti del diavolo. Rufy prosegue la sua avanzata tra gli edifici, mentre i suoi compagni si preparano a sbarcare. |                   |                   |
| 267 | Tattica di sfondamento 「活路を開け！空を飛ぶロケットマン！」 - Katsuro o ake! Sora o tobu Roketto Man! – "Si apre una via di fuga! Il Rocket Man vola alto nel cielo!" | 18 giugno 2006    | 16 ottobre 2008   |
| 267 | Robin e Franky vengono condotti di fronte a Spandam, che inizia a festeggiare per lo straordinario successo dell'operazione. Rufy prosegue la sua avanzata travolgendo tutti; i marine tentano di informare Spandam, ma il suo lumacofono ha il ricevitore staccato e perciò non riescono a contattarlo. Nel tribunale, però, viene allertato Baskerville, che ordina di inviare l'unità cinofila per l'applicazione della legge a sconfiggere gli alleati di Rufy, che stanno avendo la meglio su Oimo. Viene legato da Pauly e fatto girare su se stesso, così la Franky Family riesce a oltrepassarlo e ad aprire il portone alle sue spalle. In prossimità dell'isola il Rocket Man si prepara a fare irruzione sull'isola. Il rospo piega l'inferriata e il treno marino la utilizza come trampolino per scavalcare il primo cancello, che nel frattempo era stato richiuso. Pauly e il suo gruppo si trovano di fronte all'unità cinofila per l'applicazione della legge, formata da decine di soldati in groppa ad agilissimi cani. Oimo, inoltre, si rialza in piedi pronto a combattere di nuovo, ma viene colpito alla schiena dal treno marino e perde nuovamente i sensi. |                   |                   |
| 268 | Di nuovo uniti 「ルフィに追いつけ！麦わら一味総力戦」 - Rufi ni oitsuke! Mugiwara hitoaji sōryokusen – "Catturate Rufy! La guerra della ciurma di Cappello di paglia" | 25 giugno 2006    | 17 ottobre 2008   |
| 268 | I marine e gli agenti governativi attaccano i nuovi arrivati, ma vengono rapidamente sconfitti dal Perfect Clima Takt di Nami. Dopodiché i pirati decidono di raggiungere Rufy, ma l'unità cinofila per l'applicazione della legge decide di fermare la loro avanzata. Dopo averli lasciati procedere, li circondano, ma prima che possano partire all'attacco fanno irruzione Sodoma e Gomorra con a bordo Pauly e gli altri, che li issano a bordo dei due animali. A quel punto l'unità cinofila li insegue, così i carpentieri della Galley-La company decidono di scendere a terra per affrontarli e fermarli. Nella torre della giustizia, Spandam infierisce su Franky che non può difendersi perché incatenato e si vanta del piano sostenendo che ha avuto più successo del previsto, poiché anche Robin è finita nelle sue mani. Spiega poi che Iceburg, fornendo materiale al governo e collaborando con lui, divenne un tipo inattaccabile, Franky invece no, per questo è stato catturato. Quindi adesso ha in custodia entrambe le persone capaci di costruire le armi ancestrali e perciò potrebbe impossessarsi di qualsiasi nazione. |                   |                   |
| 269 | L'inganno 「裏切られたロビン！世界政府の思惑！」 - Uragirareta Robin! Sekai Seifu no omowaku! – "Robin tradita! Le intenzioni del Governo Mondiale!" | 25 giugno 2006    | 20 ottobre 2008   |
| 269 | Spandam continua a insultare Robin sostenendo che la sua esistenza sia di per sé un crimine e che ha intenzione di farla soffrire fino a spingerla a chiedere di morire. Inoltre le rivela che i pirati di Rufy sono giunti a salvarla, ma che ormai sono già stati catturati. Robin si arrabbia perché il patto che aveva stipulato prevedeva che i suoi compagni sarebbero stati risparmiati. Spandam però, con la collaborazione di Lucci, le spiega che essi hanno potuto salpare indisturbati da Water Seven come da accordi, ma avendo attaccato Enies Lobby sono tornati a essere dei bersagli. Rufy prosegue la sua avanzata, seguito a breve distanza dalla sua ciurma e dalla Franky Family, senza che i marine e gli agenti governativi possano fare nulla per impedirlo. Più indietro i carpentieri della Galley-La company continuano a tenere testa all'unità cinofila per l'applicazione della legge. Rufy raggiunge il tetto del tribunale di Enies Lobby e decide di oltrepassare la cascata con un salto, ma prima che possa provarci viene interrotto dall'arrivo di Blueno. Questi infatti ha intuito che la situazione è ben diversa da quella che Spandam ha capito e perciò è intenzionato a fermarlo. I due si preparano a combattere. |                   |                   |
| 270 | Ridateci Robin! 「ロビンを返せ！ルフィVSブルーノ！」 - Robin o kaese! Rufi VS Burūno! – "Ridateci Robin! Rufy contro Blueno" | 2 luglio 2006     | 21 ottobre 2008   |
| 270 | Chopper parlando con Sodoma e Gomorra scopre che Sogeking non è salito con loro, ma Zoro e gli altri decidono di proseguire lo stesso. Usop infatti è rimasto indietro dove stanno combattendo i carpentieri della Galley-La Company. Mentre riflette sul da farsi, scopre che i due giganti sconfitti precedentemente sono originari di Erbaf e si fa raccontare la loro storia. Più di cent'anni prima Oimo e Karsee erano pirati e un giorno i capitani della loro ciurma si sfidarono secondo un'usanza. Gli altri giganti dovettero andarsene e attendere la fine della sfida, ma dopo cinquant'anni non era ancora finita. Oimo e Karsee presero il mare per raggiungerli e scoprire cosa era successo, ma furono catturati dalla Marina. Gli fu raccontato che i loro capitani erano stati imprigionati e gli venne offerto un accordo: se avessero fatto da guardiani a Enies Lobby per un secolo avrebbero potuto tornare in patria con loro. Usop rivela loro la verità: i loro capitani, che sono Dori e Brogi, sono ancora liberi e continuano ad affrontarsi a Little Garden. Sodoma viene colpito da una cannonata e non può più proseguire; la ciurma di Rufy, allora, sale in sella a Gomorra. Nel frattempo sul tetto del tribunale di Enies Lobby, Rufy e Blueno iniziano a combattere. Rufy dimostra di possedere più forza e velocità di quanta vista a Water Seven e riesce a colpire Blueno. |                   |                   |
| 271 | Tutti al Palazzo di Giustizia 「立ち止まるな！反撃の狼煙を上げろ！」 - Tachidomaru na! Hangeki no noroshi o agero! – "Non fermiamoci! Ecco il segnale del contrattacco" | 9 luglio 2006     | 22 ottobre 2008   |
| 271 | Gomorra continua ad avanzare sotto il fuoco degli agenti governativi e dei marine. Nami riceve una chiamata da Kokoro, che le spiega che per fare abbassare il ponte levatoio sulla cascata è necessario azionare due leve che si trovano nelle due torri del tribunale. Inoltre Chimney la informa che Rufy è sul tetto dell'edificio e sta già combattendo. Il gruppo quindi si dirige verso il tribunale, ma all'improvviso Gomorra viene colpito da alcune gigantesche palle d'acciaio e crolla a terra. Poiché non possono più muoversi i pirati iniziano a essere circondati. Oimo e Karsee decidono di vendicarsi contro i marines che gli hanno mentito per tutti questi anni e quindi, guidati da Usop, aiutano i carpentieri a combattere. Nella torre della giustizia, a Kaku e Califa vengono dati due frutti del diavolo e non sanno se mangiarli, perché sono frutti sconosciuti. Lucci cerca di spingerli a tentare la sorte, mentre Jabura cerca di dissuaderli; alla fine gli agenti decidono di rischiare. Blueno ammette di avere sottovalutato Rufy e così inizia a combattere con più impegno, ricorrendo anche al proprio potere. In questo modo gli immobilizza i piedi e lo colpisce con le Rokushiki. I pirati e la Franky Family si preparano a scendere da Gomorra, ma Chopper comunica a tutti la volontà di Gomorra che non vuole che scendano. Gomorra si rialza e riparte diretto verso il tribunale. |                   |                   |
| 272 | Il Palazzo di Giustizia è più vicino 「ルフィ目前！裁判所前広場へ集結せよ」 - Rufi mokuzen! Saibansho zen hiroba e shūketsu seyo – "Rufy è in posizione! Adunata nel piazzale del Palazzo di Giustizia" | 23 luglio 2006    | 23 ottobre 2008   |
| 272 | Gomorra continua ad avanzare, anche se per via dei colpi ricevuti ha perso quasi del tutto la vista. Gomorra però ripensa a quando Franky l'ha accolto con Sodoma tra i suoi compagni e per questo prosegue fino a raggiungere un altro portone. La Franky Family si divide in gruppi in modo da prendere il controllo di entrambe le torri che abbassano il ponte levatoio e permettere l'avanzata della ciurma di Rufy oltre la cascata. Nel frattempo, Spandam riceve un nuovo aggiornamento sullo stato dei combattimenti sull'isola: scopre che Oimo e Karsee si sono alleati con gli invasori e che Blueno sta affrontano Rufy. Lo scontro tra i due prosegue alla pari e proprio per questo Rufy non è soddisfatto. Dopo il suo combattimento con Aokiji, ha capito che per proteggere i suoi compagni avrebbe dovuto diventare più forte e quella in cui si trova è proprio una di quelle situazioni che si era immaginato. Per questo decide di utilizzare una nuova tecnica il Gear Second, con cui è sicuro che si sbarazzerà di Blueno in pochi istanti. |                   |                   |
| 273 | Amici da salvare 「全ては仲間を守る為に！ギア２(セカンド)発動」 - Subete wa nakama o mamoru tame ni! Gia Sekando hatsudō – "Tutto per proteggere i miei compagni! Gear Second in azione" | 30 luglio 2006    | 24 ottobre 2008   |
| 273 | La ciurma di Rufy fa irruzione nel tribunale di Enies Lobby con l'intenzione di raggiungere il tetto, mentre Yokozuna e alcuni membri della Franky Family si occupano di impedire che i nemici li raggiungono. All'interno però Baskerville inizia a seguire i pirati, ma altri membri della Franky Family lo intralciano per permettere loro di proseguire. Sul tetto dell'edificio, Rufy inizia a utilizzare il Gear Second. La sua velocità aumenta vertiginosamente e Blueno non riesce più a vedere arrivare gli attacchi e tanto meno evitarli. Per salvarsi, Blueno utilizza il suo potere e si rifugia temporaneamente in un'altra dimensione, ma quando ne esce per contrattaccare, Rufy riesce a schivarlo. Blueno decide di respingere l'attacco seguente con il Tekkai ed effettivamente riesce a rimanere in piedi. Rufy decide allora di ricorrere al Gear Third, ma prima che possa attivarlo, Blueno crolla a terra sconfitto. Nella torre della giustizia, Spandam decide di condurre Franky e Robin oltre i cancelli della giustizia e fa convocare i membri del CP9. All'improvviso sente l'urlo di Rufy che chiama Robin. |                   |                   |
| 274 | Un aiuto respinto 「答えろロビン！麦わら一味の叫び！！」 - Kotaero Robin! Mugiwara ichimi no sakebi!! – "Rispondici, Robin! Il desiderio della ciurma di Cappello di paglia!!" | 6 agosto 2006     | 27 ottobre 2008   |
| 274 | Spandam vuole portare immediatamente Robin e Franky oltre i cancelli della giustizia, ma si accorge che il sedere del cyborg sta diventando enorme. Franky sostiene che sia una mossa autodistruttiva, facendo fuggire tutti i presenti, ma in realtà è solo una mossa con cui riesce a rompere le proprie catene e a proiettarsi sul balcone, da dove i due possono vedere Rufy. Rufy si prepara a scagliarsi verso la torre, ma Robin lo ferma insistendo sul fatto che non vuole essere salvata. Subito dopo il CP9 si schiera di fronte a Robin, pronto a impedire a Rufy di raggiungerla. Nel tribunale dell'isola, gli undici giurati integerrimi e Baskerville continuano ad affrontare gli invasori. Yokozuna viene sconfitto, ma il suo posto in difesa dell'accesso al tribunale viene preso da Oimo e Karsee. I due giganti scagliano Usop sul tetto, dove è appena arrivato anche il resto della ciurma. I pirati si schierano accanto a Rufy, decisi a salvare Robin anche contro la sua volontà. |                   |                   |
| 275 | La bambina emarginata 「ロビンの過去！悪魔と呼ばれた少女！」 - Robin no kako! Akuma to yobareta shōjo! – "Il passato di Robin! La fanciulla chiamata demonio!" | 13 agosto 2006    | 28 ottobre 2008   |
| 275 | Spandam si vanta della forza del CP9 e mostra il lumacofono d'oro con cui ha la possibilità di invocare un Buster Call sull'isola. Nel sentirlo nominare, Robin ripensa alla sua infanzia. Vent'anni prima, sull'isola di Ohara nel Mare Occidentale era evitata da tutti per via del frutto Fior Fior che la rendeva diversa ai loro occhi. Abitava con gli zii e sua cugina, che però la consideravano sgradita e la costringevano a fare tutti i lavori domestici. L'unica cosa che la rendeva felice era lo studio dell'archeologia e i suoi unici amici erano gli altri archeologi di Ohara, che si riunivano all'interno dell'albero dell'onniscienza. Quando gli archeologi accettarono Robin come pari a loro, lei rivelò il desiderio di scoprire i fatti accaduti durante i cento anni del grande vuoto, preoccupando tutti i presenti. Robin infatti era a conoscenza che gli archeologi studiassero quell'argomento proibito dalla legge; il professor Clover, direttore della biblioteca, però le proibì categoricamente di interessarsene. Il giorno dopo Robin, sconsolata, fece una passeggiata lungo la spiaggia e si imbatté in un gigante di nome Hagwor D. Sauro appena naufragato sull'isola. Sauro riprese parzialmente le forze e pianificò di riposarsi ancora per poi costruire una zattera e riprendere il mare. Si presentò e nei giorni seguenti Robin gli fece ancora visita. In quello stesso momento una nave del Governo mondiale si stava dirigendo proprio a Ohara. Quella notte Nico Olvia, madre di Robin, fece ritorno in segreto sull'isola. |                   |                   |
| 276 | Il ritorno di Olvia 「宿命の親子！その母の名はオルビア！」 - Shukumei no oyako! Sono haha no na wa Orubia! – "Il genitore e la bambina del destino! Il nome della madre è Olvia!" | 10 settembre 2006 | 29 ottobre 2008   |
| 276 | Sauro terminò di costruire la zattera, ma decise di rimanere qualche altro giorno per non dispiacere Robin. Durante i loro discorsi, Robin spiegò che si è appassionata all'archeologia e che le sarebbe piaciuto viaggiare con Olvia, che faceva lo stesso lavoro. Quando Sauro seppe che Olvia era alla ricerca dei Poignee Griffe, capì che si trovava sull'isola di Ohara. Per questo la allertò che alcune navi della Marina si trovavano al largo dell'isola e che gli archeologi stavano per essere attaccati, oltre a dirle che probabilmente Olvia aveva fatto ritorno. Proprio in quel momento Olvia raggiunse l'albero dell'onniscienza e informò gli archeologi del pericolo. Questi ultimi però decisero di non fuggire, ma di rimanere per proteggere i libri della biblioteca il loro bene più prezioso. Dopodiché Olvia prese un fucile e si diresse alla spiaggia; poco dopo alcuni agenti del governo mondiale sbarcarono sull'isola. Iniziarono a perquisire ogni edificio e controllarono tutti i documenti. Olvia affrontò sulla spiaggia Spandine, che comandava il CP9, che ammise di essere lì per trovare le prove della colpevolezza degli archeologi per poi fare di loro un esempio per il mondo intero, facendoli attaccare dalle navi della marina. Mentre gli archeologi furono spostati all'aperto ai civili fu ordinato di dirigersi alle navi per l'evacuazione. Olvia, ferita, fu condotta dagli altri colpevoli. |                   |                   |
| 277 | La tragedia di Ohara 「オハラの悲劇！バスターコールの恐怖」 - Ohara no higeki! Basutā Kōru no kyōfu – "La tragedia di Ohara! Il terrore del Buster Call" | 24 settembre 2006 | 30 ottobre 2008   |
| 277 | Clover parlò con gli astri di saggezza tramite un lumacofono e spiegò loro la teoria che ritenevano valida gli archeologi: al termine dei cento anni del grande vuoto un antico regno fu sconfitto dai suoi nemici e tutte le informazioni che lo riguardavano furono cancellate. Proprio in previsione di un fatto simile, gli abitanti incisero la loro storia nella loro lingua in pietre indistruttibili, cioè Poignee Griffe, in modo che la loro esistenza non fosse dimenticata. Per questo motivo i nemici del regno, cioè le nazioni che in seguito formarono il Governo mondiale, vietarono la ricerca e lo studio di quelle pietre. Spandine interruppe il suo discorso e gli sparò, per poi invocare un Buster Call contro l'isola. Il CP9 se ne andò di fretta mentre Clover, ferito, ordinò agli archeologi di salvare più libri possibile dall'incendio sviluppatosi all'interno dell'albero dell'onniscienza. Rimaste da sole, Robin e Olvia si riunirono; Sauro le raggiunse e Olvia gli chiese di portare in salvo Robin, mentre Olvia sarebbe rimasta per cercare di salvare i libri. Sauro in realtà era un viceammiraglio che aveva catturato Olvia e i suoi compagni. In seguito era stato scelto insieme ad altri quattro viceammiragli per eseguire il Buster Call di Ohara ma si oppone a Sengoku, perché non capisce perché il lavoro degli archeologi, non sia supportato bensì condannato. Giunto alla spiaggia, Sauro attaccò le navi della Marina. |                   |                   |
| 278 | Fuga dall'isola di Ohara 「生きたいと言え！オレ達は仲間だ！！」 - Ikitai to ie! Oretachi wa nakama da!! – "Dimmi che vuoi vivere! Noi siamo compagni!!" | 24 settembre 2006 | 31 ottobre 2008   |
| 278 | Sauro distrusse alcune navi della marina, ma i suoi ex colleghi aprirono il fuoco con fucili e cannoni. Nello stesso momento gli archeologi di Ohara stavano cercando di salvare più libri possibile, gettandoli nel lago in modo che non bruciassero nell'incendio dell'albero dell'onniscienza. Robin invece raggiunse la nave per l'evacuazione mentre stava salpando, ma Spandine ordinò che non fosse fatta salire a bordo. Sauro cercò di attaccare per vendetta la nave del CP9, ma fu bloccato dal ghiaccio di Kuzan, futuro ammiraglio Aokiji, appena sbarcato. Mentre i due amici discutevano di giustizia, la nave per l'evacuazione fu distrutta da Sakazuki, futuro ammiraglio Akainu, convinto che il rischio che gli archeologi fossero saliti a bordo fosse troppo grande. Sauro cercò di fuggire portando Robin con sé, ma Aokiji gli immobilizzò una gamba costringendolo a lasciare fuggire Robin da sola, poco prima di essere completamente congelato. Robin raggiunse un'altra spiaggia, ma lì trovò Aokiji, che decise di lasciarla fuggire con una barca in onore della sua amicizia con Sauro. Robin raggiunse un'altra isola, ma la notizia della sua salvezza fu resa nota e per questo venne posta una taglia sulla sua testa. Robin cercò di sopravvivere facendosi ospitare da persone che fingevano di essere gentili, ma tutte alla fine cercarono di tradirla chiamando la marina per intascare la taglia, finché conobbe Crocodile, che la fece entrare nella Baroque Works. A Enies Lobby, Robin ha paura che la ciurma di Rufy possa un giorno abbandonarla come hanno fatto tutti prima di loro. Rufy ordina a Usop di bruciare la bandiera del Governo mondiale, dopodiché pretende che Robin ammetta di desiderare vivere. Rufy allora si prepara ad andare all'attacco. |                   |                   |
| 279 | Un tuffo nel passato 「滝に向かって飛べ！ルフィの想い！！」 - Taki ni mukatte tobe! Rufi no omoi!! – "Salto nella cascata! I ricordi di Rufy!!" | 1º ottobre 2006   | 3 novembre 2008   |
| 279 | Rufy ripensa al suo passato. Quando viveva nel villaggio di Foosha, Rufy conobbe Shanks. Gli chiese più volte di essere reclutato tra i suoi uomini, ma ottenne solo rifiuti. Un giorno nel bar in cui si trovavano entrò il gruppo di banditi guidati da Higuma, capo dei masnadieri. Higuma chiese del sakè, ma la ciurma di Shanks l'aveva ormai bevuto tutto. Higuma offese Shanks e se ne andò senza che reagisse; al contrario, il pirata rise di quanto accaduto insieme ai suoi uomini. Rufy si infuriò, criticandoli per non avere avuto il coraggio di reagire; inoltre mangiò il frutto Gom Gom di cui la ciurma si era impossessato durante un viaggio precedente. Alcuni giorni dopo, Rufy incontrò nuovamente i banditi e pretese che si scusassero con i pirati, provocando l'ira di Higuma. Shanks e i suoi compagni si precipitarono a salvarlo e sconfissero tutti i sottoposti di Higuma. Higuma però riuscì a fuggire portando Rufy con sé su una barca, convinto che nessuno avrebbe mai pensato di cercarlo in mare. Dopo avere gettato Rufy in acqua, Higuma fu raggiunto e divorato in un istante da un Re del Mare, un mostro marino che viveva in quelle acque. L'enorme animale cercò di mangiare anche Rufy, ma venne cacciato da Shanks, che però perse un braccio. Pochi giorni dopo la ciurma salpò e Rufy promise a Shanks che sarebbe salpato e avrebbe trovato dei compagni. Shanks affascinato, gli donò il suo cappello di paglia con la promessa che glielo avrebbe restituito appena si sarebbero incontrati di nuovo. |                   |                   |
| 280 | La ciurma agli albori 「男の生き様！ゾロの業・ウソップの夢」 - Otoko no iki sama! Zoro no waza Usoppu no yume – "Lo stile di vita di un uomo! Le tecniche di Zoro, il sogno di Usop" | 8 ottobre 2006    | 4 novembre 2008   |
| 280 | Zoro e Usop ripensano alle vicende che li hanno portati a unirsi alla ciurma di Rufy. Zoro si allenava in un dojo ed era già abilissimo, ma Kuina restava sempre più forte di lui. Dopo aver catturato molti criminali, finì per essere legato a un palo e tenuto a digiuno per un mese da Hermeppo, finché Rufy non gli si presentò davanti. Rufy decise di recuperare le armi di Zoro e si intrufolò nella base della marina, mentre Kobi iniziò a slegare le corde di Zoro. I marine lo sorpresero e fecero fuoco sui due, ma Rufy intercettò i proiettili. Zoro allora decise di accettare l'offerta di Rufy. I due assieme affrontarono Morgan e i suoi subordinati finché Hermeppo puntò una pistola alla testa di Kobi. Rufy lo sconfisse con un singolo pugno, mentre Zoro sconfisse Morgan mentre stava cercando di colpire Rufy. Un giorno i pirati Kuroneko pianificarono di attaccare il villaggio di Shirop in cui viveva Usop. Rufy e i suoi compagni decisero di aiutare Usop a proteggere i suoi concittadini. Usop, con l'aiuto di Zoro, sconfisse Jango che stava per uccidere Kaya. Dopo avere sventato la minaccia Usop si unì ai suoi nuovi compagni e prese il mare. |                   |                   |
| 281 | Le lacrime di Nami 「涙が紡いだ仲間の絆！ナミの世界地図」 - Namida ga tsumuida nakama no kizuna! Nami no sekai chizu – "Lacrime che tessono i legami dell'amicizia! La mappa del mondo di Nami" | 15 ottobre 2006   | 5 novembre 2008   |
| 281 | Nami ripensa al suo passato e a come Rufy l'abbia salvata. Nami trascorse la sua infanzia nel villaggio di Coco e vi fece ritorno dopo avere rubato la Going Merry alla ciurma di Rufy. Nami infatti aveva stretto un patto con Arlong, che tiranneggiava sull'arcipelago Konomi affinché liberasse il villaggio se Nami gli avesse consegnato cento milioni di Berry. Quando era prossima a raggiungere la cifra stabilita Arlong mandò Nezumi a sequestrare il denaro in modo che Nami dovesse ricominciare. Gli abitanti del villaggio scatenarono una rivolta e Nami cercò di convincerli a rinunciare, poiché sarebbero stati tutti uccisi, ma senza successo. Rufy e i suoi compagni, giunti sull'arcipelago, decisero di sconfiggere la ciurma di Arlong affinché Nami fosse libera di partire nuovamente con loro. Quando solo Arlong era rimasto in piedi, lo scontro tra i due capitani si spostò nella stanza in cui Nami aveva trascorso interminabili ore a disegnare mappe. Rufy, intenzionato a distruggere quella stanza, sconfisse Arlong radendo al suolo l'intero edificio. Per questo Nami è intenzionata a fare qualsiasi cosa per salvare Robin. |                   |                   |
| 282 | Le separazioni che rafforzano 「別れが男を磨く！サンジとチョッパー」 - Wakare ga otoko o migaku! Sanji to Choppā – "La separazione forma un uomo! Sanji e Chopper" | 22 ottobre 2006   | 6 novembre 2008   |
| 282 | Sanji ricorda alcuni avvenimenti del suo passato. Naufragò su un isolotto desolato assieme a Zef, che gli aveva salvato la vita. Per questo molti anni dopo, quando i pirati di Creek attaccarono il Baratie, Sanji disse di essere disposto a morire pur di proteggere il ristorante. Rufy sconfisse personalmente Creek e al termine della battaglia Sanji accettò di entrare nella ciurma. Ringraziò tutti quanti per gli anni trascorsi assieme, dopodiché salpò con Rufy. Anche Chopper ripensa alla sua infanzia trascorsa a Drum. Anche Chopper come Robin era solo, finché non conobbe Hillk. Quando Wapol cercò di tornare sul trono, Rufy lo sconfisse e poi chiese a Chopper di entrare nella sua ciurma. Chopper credeva di non potere fare parte di una ciurma di umani. Rufy lo convinse ad accettare e mentre il gruppo stava lasciando l'isola, Kureha realizzò il sogno di Hillk come saluto a Chopper. |                   |                   |
| 283 | L'importanza dell'amicizia 「全ては仲間の為に！闇の中のロビン！」 - Subete wa nakama no tame ni! Yami no naka no Robin! – "Tutto per il bene dei compagni! L'oscurità dentro Robin!" | 29 ottobre 2006   | 7 novembre 2008   |
| 283 | Robin ripensa alle azioni che l'hanno portata a Enies Lobby. Appena giunta in città Robin è stata avvicinata da Blueno che si è presentato. Il Governo mondiale cercava di catturarla da vent'anni perché Robin e Iceburg erano ritenuti le uniche persone ancora in grado di costruire l'arma ancestrale Pluton in grado di distruggere il mondo intero. Per questo il Chiper Pol aveva deciso di ricattarla: avrebbe dovuto fare tutto quello che le fosse stato ordinato e poi seguire gli agenti a Enies Lobby in cambio di lasciare salpare liberamente i suoi compagni da Water Seven. Dopo essere salita a bordo del Puffing Tom che l'avrebbe condotta sull'isola giudiziaria i suoi compagni erano partiti all'inseguimento a bordo del Rocket Man. Dopo essere stata condotta nella torre della giustizia, Robin aveva ripensato alla sua infanzia. Quando aveva solo otto anni la sua isola natale Ohara era stata vittima di un Buster Call. Solo Robin si era salvata e da quel momento aveva vissuto nella clandestinità, senza potersi fidare di nessuno, finché non aveva conosciuto i pirati di Rufy. Ora però i suoi compagni sono pronti a salvarla. |                   |                   |
| 284 | La decisione di Franky 「設計図は渡さない！フランキーの決断」 - Sekkeizu wa watasanai! Furanki no ketsudan – "Non vi consegnerò i progetti! La decisione di Franky" | 5 novembre 2006   | 10 novembre 2008  |
| 284 | I carpentieri della Galley-La company e la Franky Family azionano le leve che abbassano il ponte levatoio che conduce alla torre di giustizia. Per impedirgli di avanzare ulteriormente, Baskerville, che in realtà è composto da tre persone distinte ordina che i cannoni distruggano il ponte, che infatti si ferma dopo essersi aperto a metà. Come ulteriore precauzione Spandam decide di dirigersi immediatamente ai cancelli della giustizia portando con sé Robin e Franky, ma quest'ultimo lo sorprende mostrandogli i progetti per la costruzione di Pluton. Per tutto il tempo li ha conservati all'interno del suo corpo e ora li distrugge dandogli fuoco. Spandam si dispera e si infuria con Franky al punto da gettarlo nel vuoto della cascata per vendetta. Mentre Franky precipita nel vuoto, Kokoro contatta i pirati e li informa che si sta dirigendo verso il tribunale con il Rocket Man. La sua intenzione è quella di utilizzare il ponte levatoio come rampa; Rufy afferra i suoi compagni e si lancia dal tribunale atterrando proprio sul tetto del treno marino. Anche Franky si aggrappa al mezzo, che va a schiantarsi contro la torre della giustizia. |                   |                   |
| 285 | Alla ricerca delle cinque chiavi 「５つの鍵を奪え！麦わら一味対ＣＰ９」 - Itsutsu no kagi wo ubae! Mugiwara ichimi tai CP9 – "Il recupero delle cinque chiavi! La ciurma di Cappello di paglia contro il CP9!" | 12 novembre 2006  | 12 novembre 2008  |
| 285 | La ciurma di Rufy raggiunge la torre della giustizia a bordo del Rocket-Man. Spandam, preoccupato, ordina al CP9 di ucciderli mentre si avvia verso il cancello della giustizia portando Robin con sé e facendosi scortare da Lucci. I pirati e Franky si dirigono verso il piano di sopra, ma vengono intercettati da Fukuro. Fukuro gli spiega che la chiave che apre le manette di agalmatolite di Robin è in possesso del CP9. Per questo oltre a salvare Robin è necessario recuperare tutte le chiavi ovvero sconfiggere gli agenti del CP9. Sanji incarica Rufy di inseguire Lucci, mentre gli altri si precipitano a cercare gli avversari per sconfiggerli. Chimney e Gonbe trovano per caso un passaggio segreto e iniziano giocosamente a esplorarlo finché non giungono alle spalle del gruppo diretto al cancello della giustizia. Rufy invece si perde per i corridoi della torre. Franky cerca le cucine per rifornirsi di cola, ma viene intercettato da Fukuro. Nami raggiunge Kumadori; Usop trova la stanza in cui Jabura sta dormendo; Sanji si imbatte in Califa e Zoro si trova faccia a faccia con Kaku. |                   |                   |
| 286 | La trasformazione di Kaku e Jabura 「悪魔の実の力！カクとジャブラ大変身」 - Akuma no mi no Chikara! Kaku to Jabura daihenshin – "Il potere dei frutti del diavolo! Le trasformazioni di Kaku e Jabura" | 19 novembre 2006  | 14 novembre 2008  |
| 286 | Rufy raggiunge la stanza in cui si trovava Robin, ma la trova vuota. Nel frattempo i suoi compagni si trovano faccia a faccia con i membri del CP9. Zoro e Kaku iniziano a duellare con le loro spade e nonostante la padronanza delle Rokushiki, Kaku non riesce a sconfiggere Zoro. Per questo decide di ricorrere al potere del frutto del diavolo Cow Cow modello giraffa. Al piano inferiore Usop cerca di rubare la chiave a Jabura mentre sta dormendo. Si avvicina lentamente e nonostante rischi alcune volte di svegliarlo, riesce a raggiungerlo. Prima di afferrare la chiave, però un gallo spaventa Usop, che urla e sveglia Jabura. Jabura lo colpisce immediatamente e poi si trasforma grazie al frutto del diavolo Dog Dog modello lupo. Prima che possa colpirlo di nuovo il soffitto crolla e Zoro precipita assieme a Kaku. Jabura deride Kaku ritenendo che il suo frutto del diavolo sia pessimo, così i due iniziano a litigare di fronte a Zoro. Usop invece, si guarda attorno e trova due manette di agalmatolite. Cerca di usarle per imprigionare i due avversari, ma l'aspetto di Kaku è così assurdo che si distrae e ammanetta un polso di Zoro. Kaku, stufo di essere deriso, sferra un attacco che trancia a metà l'intera torre della giustizia. |                   |                   |
| 287 | Sanji, il gentiluomo 「死んでも蹴らん！サンジ男の騎士道！」 - Shin demo keran! Sanji otoko no kishidō! – "Morirei piuttosto che colpirti! La cavalleria di Sanji!" | 26 novembre 2006  | 17 novembre 2008  |
| 287 | Zoro e Usop si accorgono che l'altra manetta di agalmatolite si è chiusa attorno al polso, costringendoli a restare fianco a fianco mentre affrontano i due membri del CP9. Chopper passando lì li vede e i due gli spiegano che hanno bisogno di un chiave per essere liberati. Rufy raggiunge la spiaggia e avvista in lontananza il cancello della giustizia; cerca di attraversare quel tratto di mare con una barca a remi, ma rischia di annegare e si salva solo perché arrivano in suo soccorso Chimney e Gonbe, giunti lì per caso. In quello stesso momento, Nami sta fuggendo da Kumadori, che è troppo forte per Nami, mentre Franky sta combattendo con Fukuro, ma non riesce a fargli male perché è fatto d'acciaio, ma non è al massimo delle sue forze perché ha poca cola a disposizione per sferrare i suoi colpi. Sanji invece non riesce a mantenere il controllo di fronte a Califa, che sfrutta la sua bellezza per sconvolgerlo e colpirlo a tradimento. Sanji si rialza e si difende dagli altri attacchi di Califa, ma quando ha la possibilità di contrattaccare si trattiene, lasciandole sempre la possibilità di colpirlo ancora. Califa, stanca di affrontarlo, decide di dargli il colpo di grazia usando il potere del suo frutto del diavolo. Nami sta per essere uccisa da Kumadori, ma in suo soccorso interviene Chopper col potere della Rumble Ball e colpisce Kumadori e libera Nami. Mentre i due si allontanano, Sanji precipita in mezzo a loro: è ridotto in fin di vita e ha uno strano aspetto. Nami comprende che la sua sconfitta è colpa della sua galanteria, così decide di affrontare Califa al suo posto. |                   |                   |
| 288 | Il passaggio segreto 「フクロウの誤算！俺のコーラは命の水?」 - Fukurou no gosan! Ore no cora wa inochi no mizu – "L'errore di calcolo di Fukuro! La mia cola è l'acqua della vita" | 3 dicembre 2006   | 19 novembre 2008  |
| 288 | Chimney fa riprendere i sensi a Rufy, che aveva rischiato di annegare e lo informa di essere a conoscenza della strada che conduce al cancello della giustizia. Rufy, Chimney e Gonbe si avventurano nel tunnel sottomarino e raggiungono un portone d'acciaio che si può aprire solo con una chiave, che però non c'è. Rufy allora utilizza per la prima volta il Gear Third e distrugge l'ostacolo. Rufy, dopo essersi rimpicciolito, continua ad avanzare mentre Chimney e Gonbe tornano indietro. Nel frattempo Franky continua a vedersela con Fukuro, che gli impedisce di raggiungere le cucine e rifornirsi di cola. Fukuro e Franky si colpiscono ripetutamente a vicenda con i loro pugni mentre si insultano. Lo scontro prosegue nella cucina e viene disturbato dal duello tra Chopper e Kumadori. Chopper riesce a chiudere nel frigorifero Kumadori, ma Franky inizia a subire la furia di Fukuro; la renna allora recupera in fretta tre bottiglie e le passa a Franky, che si ricarica. In realtà non si tratta di cola, ma di un succo, perciò il risultato è molto scarso. Chopper ci riprova e gli passa altre tre bottiglie, ma questa volta si tratta di tè e il risultato simile. Al terzo tentativo Chopper gli passa la bevanda giusta e Franky recupera le forze. Con il pugno successivo scaglia Fukuro attraverso due pareti e si prepara a sconfiggerlo definitivamente. |                   |                   |
| 289 | Franky si scatena 「ゾロ新技炸裂！刀の名はそげキング？」 - Zoro shin waza sakuretsu! Katana no na wa Sogekingu? – "Zoro adopera una nuova tecnica! Il nome della spada è Sogeking?" | 10 dicembre 2006  | 21 novembre 2008  |
| 289 | Fukuro si rialza in piedi, così Franky ricomincia ad attaccarlo. Fukuro però utilizza le Rokushiki per contrattaccare e travolge Franky. Entrambi finiscono nel vuoto e cadono in acqua. Franky cerca di salvarsi dalla cascata, ma Fukuro lo colpisce ancora. Franky utilizza la catena contenuta nel suo braccio per aggrapparsi a Fukuro e trascinarlo con sé. Fukuro, per salvarsi, usa il Geppo per portare entrambi sulla terraferma. Durante la risalita entrambi rivelano di aver trovato il modo per vincere. Mentre Chopper viene distratto da Kumadori, che è riuscito a uscire dal frigorifero in cui era stato rinchiuso, Rufy prosegue l'inseguimento di Robin. Usop e Zoro invece continuano a sfuggire a Kaku e Jabura, ma i due agenti governativi non perdono occasione per criticarsi a vicenda. Usop cerca di approfittarne per stimolare la loro competizione e farli combattere tra loro. Il piano sembra avere successo, ma prima che possa dare i suoi frutti, Zoro attua un altro piano. Afferra Usop e gli fa impugnare la Sandai Kitetsu in modo da potere combattere come al solito. All'esterno della torre, Fukuro inizia a girare per fare schiantare Franky contro l'angolo della torre. Franky allora si afferra saldamente a Fukuro e blocca la sua rotazione. Infine, dopo essersi fermato in posizione superiore alla sua, lo colpisce a distanza ravvicinata con il Coup de Vent. Fukuro viene scagliato sul terreno e perde i sensi. |                   |                   |
| 290 | Chopper e la sfera rombante proibita 「制御不能！チョッパー禁断のランブル」 - Seigyofunou! Choppā kindan no ranburu – "Incontrollabile! La Rumble proibita di Chopper" | 17 dicembre 2006  | 24 novembre 2008  |
| 290 | Chopper si trova di fronte Kumadori, che padroneggiando la tecnica della reazione vitale riesce a perdere tutto il peso in eccesso in pochi istanti. Allo stesso modo può controllare il movimento dei propri capelli e li utilizza per cercare di afferrare Chopper. Questo schiva i colpi e cerca di contrattaccare, ma si rende conto che senza ricorrere ad alcune delle sue forme non riesce a fare del male a Kumadori. L'unico modo a sua disposizione sarebbe quello di ingerire una Rumble Ball, ma è consapevole che avendone già mangiata una da meno di sei ore, le sue trasformazioni non sarebbero controllabili. Non potendo fare altro che rimanere sulla difensiva, Chopper decide di correre il rischio e mangiare una Rumble Ball. Ogni tentativo di attacco viene vanificato da una trasformazione errata e ogni volta viene colpito in pieno da Kumadori. Dopo molti colpi ricevuti, Chopper riesce a sferrare il suo attacco più potente, che pur ferendo Kumadori, non è sufficiente a sconfiggerlo. Chopper crolla a terra esanime mentre Kumadori ricomincia a colpirlo. Mentre non riesce a difendersi, Chopper ripensa a quando a Drum, distrusse una città e rischiò di uccidere molte persone. Aveva perso il controllo dopo avere mangiato la terza Rumble Ball in meno di sei ore e al risveglio non ricordava nulla. Chopper viene immobilizzato e sta per essere trafitto da Kumadori, ma riesce a salvarsi e senza perdere tempo mangia un'altra Rumble Ball. Immediatamente si trasforma diventando gigantesco senza traccia di coscienza. |                   |                   |
| 291 | L'agente Rubber e il magistrato corrotto 「ルフィ親分再び！夢か現（うつつ）か富くじ騒動」 - Rufi-Oyabun futatabi! Yume ka utsutsu ka tomikuji sōdō – "Il ritorno di Rufy-Oyabun! Problema alla lotteria tra sogno e realtà" | 24 dicembre 2006  | 26 novembre 2008  |
| 291 | In una terra simile al Giappone dell'epoca feudale, Bagy e la sua banda sono alla ricerca di Pandaman che gli deve dei soldi. Lo trovano nella casa di Ririca e Rica, dove stava venendo curato. Kabaji cattura anche Rica per venderla, ma Rufy l'investigatore interviene e lo sconfigge. Per questo Bagy si allea con Mr. 3, che ha un conto in sospeso con Rufy. Nel frattempo Rufy, insieme a Rica, Cipolla, Carota e Peperone trova Ciglione e lo porta nell'osteria di Nami e di Sanji, nella quale si reca spesso. Inoltre Nami vince alla lotteria, ma Ciglione mangia il biglietto, provocando la sua furia. Qualche giorno dopo Bagy rapisce nuovamente Rica per venderla, stavolta con il permesso di Mr. Three. Rufy interviene ancora e Mr. Three lo licenzia, ma all'improvviso interviene Bibi, figlia dello shōgun Cobra, scopre grazie alle indagini di Nico Robin in combutta con Bagy. Mentre Mr. Three si arrende, Cipolla, Carota e Peperone portano sul luogo Pandaman che doveva i soldi a Bagy. Rufy colpisce Bagy e lo scaglia oltre l'orizzonte. Dopo nell'osteria i nostri personaggi festeggiano la notte di Natale, invitando anche Zoro e Bibi ricompensa i suoi per aver trovato Ciglione con centomila ryo berry, la stessa somma che avrebbero vinto nella lotteria. |                   |                   |
| 292 | Il lancio delle polpette di riso 「お城で餅まき大レース！赤い鼻の陰謀」 - Oshiro de mochimachi dai rēsu! Akai hana no inbō – "La grande corsa dei Mochimaki al castello! La cospirazione del Naso Rosso" | 7 gennaio 2007    | 28 novembre 2008  |
| 292 | Per una tradizione annuale, Cobra si prepara a lanciare polpette di riso alla popolazione. All'interno di una di esse si trova un diamante dal valore di dieci milioni di Berry, perciò la banda di Bagy cerca di impadronirsene prima che la festa abbia inizio. Il primo tentativo viene sventato da Sanji e Chopper, mentre il secondo organizzato da Gedatsu e Hacchan, viene sventato da Rufy. La consegna va a buon fine, ma Bagy decide di attaccare il castello. Rufy e Usop accorrono in soccorso di Cobra, mentre Zoro si perde lungo la strada. Bagy prende in ostaggio Bibi, pretendendo la gemma in cambio. Cobra si rifiuta di farlo, così Bagy spara con il cannone. Al suo interno però erano state inserite le polpette, così la festa ha inizio. Rufy si infuria con Bagy e lo spedisce oltre l'orizzonte. La polpetta fortunata finisce a Zoro ancora intento a correre, che la addenta. Infuriato per il dolore ai denti, la scaglia lontano, non sapendo che contiene un diamante. |                   |                   |
| 293 | Bolle 「泡使いカリファ！ナミに迫る石鹸の罠」 - Awatsukai Karifa! Nami ni semaru sekken no wana – "Califa maestra della schiuma! Nami si avvicina alla trappola di sapone" | 14 gennaio 2007   | 1º dicembre 2008  |
| 293 | Chopper, grazie alla sua nuova trasformazione, riesce facilmente a resistere a tutti gli attacchi di Kumadori nonostante gli sforzi di ferirlo. Nami invece è in difficoltà perché Califa possiede il frutto Bubble Bubble che le permette di indebolirla con il semplice contatto fisico e anche di difendersi dai fulmini, ricoprendosi con uno spesso strato di schiuma. In questo modo Califa ha l'occasione di colpire a ripetizione Nami. Franky, dopo avere sconfitto Fukuro, risale nella torre di giustizia e si trova di fronte a Kumadori sconfitto e Chopper trasformato in un mostro. Chopper però ha perso il controllo e attacca anche Franky perché non lo riconosce. Subito dopo Chopper si mette a scalare la torre. Rufy continua a percorrere il passaggio sottomarino alla ricerca di Robin e urla, mandando nel panico Spandam. Per questo Lucci decide di rimanere indietro ad affrontarlo, mentre Spandam prosegue diretto verso i cancelli della giustizia portando con sé Robin. |                   |                   |
| 294 | La battaglia continua 「響き渡る凶報！発動バスターコール！」 - Hibiki wataru kyōhō! Hatsudou basutā kōru! – "Arrivano cattive notizie! Scatta il Buster Call!" | 21 gennaio 2007   | 3 dicembre 2008   |
| 294 | Rufy si trova faccia a faccia con Lucci mentre i suoi compagni continuano ad affrontare gli agenti del CP9. Altrove Oimo e Karsee vengono sopraffatti e immobilizzati dai marine. In seguito questi ultimi raggiungono i membri della Galley-La company e della Franky Family, li circondano e catturano anche loro. Spandam, preoccupato che i pirati possano sconfiggere i membri del CP9, cerca di contattarli per essere aggiornato sulla situazione. Per errore utilizza il lumacofono d'oro, quello necessario a richiedere un Buster Call e quando se ne accorge con Robin si spaventano al pensiero della distruzione che sta per coinvolgere l'isola. Al quartier generale della Marina si mobilitano cinque viceammiragli, che in mezz'ora giungeranno a destinazione. Per errore di Spandam in tutta l'isola si diffonde la notizia e si scatena il panico. A Spandam però non importa se l'isola verrà distrutta assieme ai suoi abitanti, perché a lui importa aver accesso alle armi. Gli agenti governativi e i marine iniziano a evacuare Enies Lobby abbandonando a loro stessi i prigionieri. Rufy e Lucci iniziano a combattere. |                   |                   |
| 295 | Miraggi e bolle di sapone 「５人のナミ？反撃は蜃気楼とともに！」 - Gonin no Nami? Hangeki wa shinkirō to tomo ni! – "Cinque Nami? Contrattacco con il miraggio!" | 28 gennaio 2007   | 5 dicembre 2008   |
| 295 | Robin implora Spandam di annullare la richiesta del Buster Call, ma Spandam si rifiuta di farlo e la deride perché lei spera ancora che Rufy giungerà a salvarla. Le ricorda infatti, che Rufy sta affrontando Lucci, con un livello di Doriki pari a quattromila. Lo scontro tra i due prosegue equilibratamente e i colpi che riescono a mandare a segno non riescono a fare danni. Nami continua ad avere difficoltà a difendersi da Califa, che utilizza il frutto Bubble Bubble per toglierle le energie e renderle problematico muoversi. Nami però riesce a creare dei miraggi di se stessa utilizzando il Perfect Clima Takt in modo che Califa non la trovi e non possa colpirla ulteriormente. Il duello viene interrotto da Chopper, che ancora senza controllo, fa irruzione nella stanza in cui si trovano le due donne. Anche il combattimento tra Kaku, Jabura e Zoro prosegue senza sosta. Zoro decide di smettere di difendersi e passare al contrattacco, ma la situazione rimane equilibrata. Califa cerca di ferire Chopper, ma i suoi attacchi non hanno effetto. Chopper sradica la vasca da bagno e la scaglia nell'androne della torre, facendola precipitare addosso a Sanji ancora immobilizzato. Poi attacca indistintamente Nami e Califa, ma subito dopo se ne va. Califa ricomincia ad attaccare Nami, che però adesso riesce a muoversi almeno in parte. Capisce che il merito è dell'acqua che l'ha bagnata, rimuovendo la schiuma da una gamba. Cerca di lavarsi ulteriormente, ma Califa glielo impedisce e torna a coprirla di schiuma. Anche gli attacchi sferrati con le Rokushiki, però, hanno l'effetto di togliere parte della schiuma dal corpo di Nami. Nami allora crea delle nuvole con cui fa piovere annullando gli effetti del frutto Bubble Bubble. Non appena riacquista la sua mobilità, diventa invisibile e crea alcuni miraggi di sé, con cui mettere in difficoltà Califa. |                   |                   |
| 296 | La decisione di Nami 「ナミの決断！暴走チョッパーを撃て！」 - Nami no ketsudan! Bōsō Choppā o ute! – "La determinazione di Nami! Chopper pronto per il lancio!" | 4 febbraio 2007   | 10 dicembre 2008  |
| 296 | Nami e le quattro illusioni ottiche scagliano fulmini contro Califa. Questa non riesce a evitare tutti gli attacchi e viene colpita. Attacca Nami con le Rokushiki, ma Nami si limita a creare nuovi miraggi per essere di nuovo protetta. Califa allora utilizza il suo potere per creare un'onda di schiuma in grado di travolgere tutte le immagini di Nami. Nami si salva nuovamente, ma viene colpita. Califa crede di essere prossima alla vittoria, ma non si accorge che Nami ha creato un'altra nuvola. Il fulmine che si genera da essa colpisce Califa e la sconfigge. Il duello tra Rufy e Lucci prosegue. Franky all'inseguimento di Chopper, raggiunge la stanza di Califa e discute con Nami della trasformazione di Chopper. Dopodiché Nami perquisisce Califa alla ricerca della chiave che custodisce. Chopper fa irruzione nella stanza in cui Zoro e Usop stanno cercando di difendersi da Kaku e Jabura. Dietro di lui lo segue Franky che lo getta in mare, poiché è il punto debole di coloro che possiedono i frutti del diavolo. Infine Franky si getta per salvarlo dall'annegamento. Mentre Kaku e Jabura sono distratti per quanto accaduto, Nami raggiunge i suoi compagni e li libera dalle manette di agalmatolite con una delle chiavi recuperate. A quel punto Zoro è pronto a combattere al pieno delle sue capacità. |                   |                   |
| 297 | Sanji, il cacciatore 「狩人サンジ登場？嘘つき狼に贈る挽歌」 - Kariudo Sanji tōyō? Usotsuki ōkami ni okuru banka – "Arriva Sanji il cacciatore? Un'ode per il lupo bugiardo" | 11 febbraio 2007  | 12 dicembre 2008  |
| 297 | I marine e gli agenti governativi cercano di evacuare l'isola prima che giungano le navi del Buster Call. Robin cerca di fuggire da Spandam, che utilizza Funkfleed per fermarla e riprendere il cammino verso i cancelli della giustizia. Franky esce dall'acqua con il corpo privo di sensi di Chopper e viene raggiunto da Chimney e Gonbe. Consegna Chopper a Kokoro e si fa indicare da Chimney l'ingresso al tunnel segreto che conduce ai cancelli della giustizia ordinandole di indicarlo con la vernice per aiutare i pirati a individuarlo. Kaku e Jabura ricominciano ad attaccare i nemici e Nami e Usop lasciano che sia Zoro ad affrontarli. Zoro però riesce a fermare solo Kaku, mentre Jabura colpisce Usop con le Rokushiki, lasciandolo in fin di vita. Nami non può fare nulla per impedirglielo e perciò Jabura si prepara a dargli il colpo di grazia, ma viene improvvisamente colpito da un calcio che lo scaglia a grande distanza. È stato Sanji, che si è liberato dalla schiuma con cui l'aveva coperto Califa grazie all'acqua che in seguito è caduta dall'alto contenuta nella vasca da bagno. Rufy e Lucci continuano a combattere, con il pirata che tenta di proseguire invano. Anche Zoro e Kaku continuano a duellare. Nel tribunale dell'isola, Pauly svela ai suoi compagni di essersi legato da solo per ingannare i nemici; dopo averli liberati dalle corde, tutti assieme si danno alla fuga. Sanji e Jabura si preparano a combattere, mentre le navi della Marina salpano dirette a Enies Lobby per eseguire il Buster Call. |                   |                   |
| 298 | Calci vincenti 「灼熱の蹴り！サンジ足技のフルコース」 - Shakunetsu no keri! Sanji ashiwaza no furu kōsu – "Il calcio bollente! I pieni poteri dei piedi di Sanji" | 25 febbraio 2007  | 15 dicembre 2008  |
| 298 | Mentre Usop e Nami si danno alla fuga, Sanji e Jabura iniziano a combattere. Tutti i calci di Sanji vanno a segno, ma Jabura sembra non accusare i danni grazie al Tekkai, ma si rende conto che i calci del pirata sono molto potenti. L'agente governativo getta ai piedi di Sanji la chiave che custodisce ammettendo di essere impressionato dall'abilità di Sanji e desideroso che Robin venga liberata. Sanji finge di credergli e di abbassare la guardia, così quando Jabura lo attacca, viene colpito ancora una volta. Nel frattempo Spandam continua a trascinare Robin verso il cancello della giustizia, sicuro che Lucci sconfiggerà Rufy. I due uomini infatti si stanno ancora affrontando e Lucci sembra avere la situazione sotto controllo. Sanji ora in possesso della chiave inizia a fuggire inseguito da Jabura. In realtà si tratta di un inganno per distrarre Jabura, perché all'improvviso Sanji ricomincia ad attaccarlo senza sosta. Jabura contrattacca riuscendo a ferire Sanji; quando Sanji si rialza decide di utilizzare una nuova tecnica. Ruota su se stesso a velocità molto elevata, finché la sua gamba destra non diventa incandescente. Il calcio che sferra ustiona Jabura e lo scaglia a grande distanza. Entrambi i lottatori decidono di sferrare il colpo finale e saltano al centro della torre. Jabura trafigge il petto di Sanji con gli artigli di una mano; mentre i due precipitano, Sanji sferra un altro Diable Jambe al volto di Jabura. Jabura perde i sensi e si schianta a terra, sconfitto. |                   |                   |
| 299 | A spada tratta 「白刃の猛襲！ゾロ対カク強力斬撃対決」 - Hakujin no mōshū! Zoro tai Kaku kyouryoku zangeki taiketsu – "Un furioso attacco di spade! Zoro contro Kaku, potente duello di tagli" | 4 marzo 2007      | 17 dicembre 2008  |
| 299 | Sanji, dopo avere sconfitto Jabura, comincia a seguire i segni lasciati da Chimney che conducono al passaggio segreto e a Robin. Nel frattempo Spandam ha raggiunto il ponte dell'esitazione e sta per oltrepassarlo assieme a Robin. Mentre si dirigono verso la fine del ponte, Spandam deride Robin, perché per lei comincerà l'inferno mentre Spandam verrà coperto di gloria. Robin cerca di fuggire, ma dopo pochi passi viene afferrata nuovamente da Spandam. Franky prosegue la sua corsa attraverso il tunnel e raggiunge il luogo in cui Rufy e Lucci stanno combattendo. Mentre le navi incaricate di eseguire il Buster Call sono a meno di dieci minuti di distanza anche Zoro e Kaku proseguono il loro duello. |                   |                   |
| 300 | La vittoria di Zoro 「鬼神ゾロ！気迫が見せた阿修羅の化身」 - Kishin Zoro! Kihaku ga miseta Asura no keshin – "La furia di Zoro! L'incarnazione dell'Asura mostrata dal suo spirito" | 11 marzo 2007     | 19 dicembre 2008  |
| 300 | Lo scontro tra Zoro e Kaku prosegue, con lo spadaccino che non sembra essere in grado di respingere tutti gli attacchi dell'agente. Zoro però ripensa a Robin e smette di indietreggiare, così Kaku decide di ricorrere alla sua tecnica più potente, la stessa con cui in precedenza ha tagliato la torre. Zoro però non se ne cura e si prepara a utilizzare una nuova mossa, l'Ashura; con essa disperde l'attacco di Kaku e poi contrattacca, sconfiggendolo. Oimo e Karsee continuano a correre diretti verso la costa portando con loro la Franky Family e i carpentieri della Galley-La company. Spandam invece raggiunge il ponte dell'esitazione e cerca di condurre Robin ai cancelli della giustizia, ma Robin oppone resistenza. Franky cerca di oltrepassare Lucci, ma Lucci riesce a bloccargli la strada. Rufy perciò attiva il Gear Second e affida a Franky il compito di recuperare Robin iniziando a tenere occupato Lucci. Lucci allora si trasforma con l'intenzione di porre velocemente fine al duello. |                   |                   |
| 301 | Colpo di scena 「スパンダム驚愕！司法の塔に立つ英雄」 - Supandamu kyougaku! Shihou no tō ni tatsu eiyū – "La sorpresa di Spandam! L'eroe in cima alla Torre della Giustizia" | 18 marzo 2007     | 22 dicembre 2008  |
| 301 | Oimo e Karsee proseguono la loro fuga da Enies Lobby portandosi in spalla i loro alleati, i quali continuano a sperare nella vittoria di Rufy e di Franky. Rufy continua ad affrontare Lucci, mentre Franky prosegue la sua corsa verso Robin e Spandam, ma per sbaglio cammina su una mina messa da quest'ultimo. Spandam la deride per la vita che ha vissuto e le rivela di essere figlio di Spandine, l'agente che ha ordinato la Buster Call ad Ohara. A sentire ciò Robin si mette a piangere. Subito dopo ricomincia a trascinarla verso la nave che la porterà al quartier generale della marina, ma prima che possa attraversare l'arco, viene colpito da un proiettile e crolla a terra. Anche i marine iniziano a cadere senza apparente motivo, finché non scoprono che si tratta di Usop, che li sta colpendo dalla cima della torre della giustizia. Robin inizia a fuggire e Spandam ordina ai soldati di spararle, ma Franky, sopravvissuto alla mina, le fa scudo con il suo corpo. Franky inoltre, riceve una telefonata da parte di Usop che lo informa di avergli lanciato un sacchetto con le chiavi; dopo averle provate tutte, Franky riesce ad aprire le manette di agalmatolite di Robin. Subito dopo una palla di cannone colpisce l'isola: il Buster Call è iniziato. |                   |                   |
| 302 | Robin finalmente libera 「ロビン解放！ルフィ対ルッチ頂上決戦」 - Robin kaihō! Rufi tai Rucchi chōjō kekken – "Robin è salva! Rufy contro Lucci, l'apice dello scontro decisivo" | 25 marzo 2007     | 29 dicembre 2008  |
| 302 | Le navi della Marina distruggono la cancellata che circonda l'isola in modo da avvicinarsi e iniziare un bombardamento massiccio. Franky e Robin iniziano ad attaccare i marine per impossessarsi della nave che avrebbe dovuto portare Robin al quartier generale della marina. Kokoro, Chimney e Gonbe accompagnano Nami e Chopper lungo il passaggio sottomarino che conduce al ponte dell'esitazione. Più avanti Rufy e Lucci continuano a combattere; grazie al Gear Second, il pirata riesce a muoversi alla stessa velocità dell'agente e a colpirlo varie volte. Lucci comprende il funzionamento della tecnica di Rufy: fa circolare il sangue più velocemente del normale grazie al fatto di essere di gomma. Di fronte a tanta forza di volontà, Lucci deride i suoi sforzi sostenendo che i suoi compagni moriranno durante il Buster Call. Inoltre per precauzione distrugge un muro in modo che l'acqua inizi a fluire all'interno del tunnel. Nel frattempo Enies Lobby inizia a essere distrutta. |                   |                   |
| 303 | Il mistero del ciliegio scomparso 「犯人はルフィ親分？消えた大桜を追え」 - Hannin wa Rufi-Oyabun? Kieta dai sakura o ōe – "Il colpevole è Rufy-Oyabun? Inseguite il grosso ciliegio scomparso" | 1º aprile 2007    | 31 dicembre 2008  |
| 303 | Nella terra simile al Giappone feudale si sta per festeggiare l'arrivo della primavera. Carota però si è ammalato, perciò non potrà partecipare. Il giorno dopo la gente del villaggio scopre che il grande ciliegio millenario è stato sradicato e portato via. Usop comincia a credere che sia stato Rufy perché aveva detto di volere mostrare il ciliegio a Carota. Scopre però che è innocente e Rica rivela di essere stata presente nel momento in cui una banda ha rubato l'albero. Peperone e Cipolla si trovavano sul ciliegio e perciò sono stati rapiti. Rufy, Usop e Sanji ricevono un biglietto da parte di Robin che li informa riguardo a dove si trova l'albero e si precipitano sul posto. Bagy l'ha rubato per venderlo a Foxy, che però non lo vuole pagare. Mentre i due si affrontano, Rufy, Sanji e Usop giungono sulla nave di Foxy distruggendola parzialmente. Bagy viene sconfitto immediatamente, mentre Foxy riesce all'inizio a bloccare i suoi nemici grazie al suo potere, ma in breve tempo viene colpito a ripetizione e sconfitto. Mentre riporta il ciliegio al suo posto, Rufy passa davanti alla casa di Carota e gli mostra il ciliegio. Vedendolo, Carota guarisce, e Chopper intuisce che i suoi amici sono la vera amicizia. |                   |                   |
| 304 | Isola sotto attacco 「勝てなきゃ誰も守れない！ギア3始動」 - Katenakya dare mo mamorenai! Gia Sādo shidō – "Se non vinco non posso proteggere nessuno! Gear Third in azione" | 8 aprile 2007     | 2 gennaio 2009    |
| 304 | Le navi della Marina iniziano a bombardare Enies Lobby, e Robin rivive la tragedia di Ohara. Sanji, Zoro trasportano Usop e percorrono il tunnel sottomarino che conduce al cancello della giustizia. Anche il gruppo di Nami, che si trova più avanti rispetto a loro, prosegue lungo quel percorso e sente un rumore proveniente dalla loro destinazione. Si tratta dell'acqua di mare che Lucci ha fatto entrare per annegare tutti gli intrusi e il gruppo di Nami cerca di salvarsi tornando indietro di corsa. Il duello tra Rufy e Lucci prosegue al piano superiore, che si trova sopra al livello del mare. I colpi di Lucci vanno spesso a segno, mentre gli attacchi di Rufy si infrangono contro il Tekkai di Lucci. Lucci prosegue i suoi attacchi senza che Rufy possa difendersi efficacemente, ma rimane in piedi. Per questo Rufy decide di utilizzare il Gear Third per ribaltare le sorti della battaglia. Si morde un pollice e soffia dentro alle sue ossa ingigantendole. Con il pugno gigante colpisce Lucci e lo scaglia all'esterno del pilone. |                   |                   |
| 305 | Il passato di Lucci 「戦慄の過去！闇の正義とロブ・ルッチ」 - Senritsu no kako! Yami no seigi to Robu Rucchi – "L'orribile passato! La giustizia oscura e Rob Lucci" | 15 aprile 2007    | 5 gennaio 2009    |
| 305 | Il vice-ammiraglio Doberman racconta la storia di Lucci. Quindici anni prima una ciurma pirata prese in ostaggio la popolazione di un piccolo stato, chiedendo come riscatto il regno stesso. Temendo l'abdicazione, il Governo mondiale inviò Lucci, tredicenne, a risolvere la questione. Lucci uccise tutti gli ostaggi, poi raggiunse la ciurma pirata e assassinò i membri senza pietà. Rufy e Lucci riescono a fuggire dalla nave sulla quale erano finiti prima che venga bombardata da altre navi, Rufy rimane indifeso dopo che, finito l'effetto del Gear Third, si rimpicciolisce. |                   |                   |
| 306 | La leggenda delle sirene 「幻の人魚現る？薄れゆく意識のなかで」 - Maboroshi ningyo arawaru? Usure yuku ishiki no naka de – "Appare una misteriosa sirena?! Nel bel mezzo della perdita di conoscenza" | 22 aprile 2007    | 7 gennaio 2009    |
| 306 | Rufy si salva dalle cannonate espellendo l'aria che lo gonfiava e atterrando di nuovo sul primo pilone del ponte dell'esitazione. Lucci lo raggiunge per proseguire il combattimento. Anche il resto delle navi della Marina prosegue il bombardamento di Enies Lobby, mentre Oimo e Karsee cercano di mettersi in salvo trasportando con loro i membri della Galley-La Company e la Franky Family. In prossimità del cancello della giustizia, Spandam attacca Robin, ma Franky la difende e attacca l'uomo per vendicare la morte di Tom. Poi prosegue sconfiggendo anche gli altri marine. Oimo e Karsee raggiungono il mare e si trovano di fronte a tre navi della Marina intente a fare salire a bordo marine e agenti governativi. Una volta terminato l'imbarco, le navi puntano i cannoni verso i giganti traditori. Lucci approfitta delle minuscole dimensioni di Rufy per colpirlo senza difficoltà. Prima che possa sferrare l'attacco decisivo accusa dolore alla gamba per l'attacco precedente in Gear Third e Rufy torna alle sue dimensioni normali. Nel tunnel sottomarino inondato i pirati sembrano essere senza speranze, ma hanno l'impressione di essere trainati. Si tratta, con loro stupore, di Kokoro, che promette di salvarli. |                   |                   |
| 307 | La disperazione di Franky 「砲火に沈む島！フランキー無念の叫び」 - Houka ni shizumu shima! Furanki munen no sakebi – "L'isola è avvolta dalle fiamme! Le urla di rammarico di Franky" | 29 aprile 2007    | 9 gennaio 2009    |
| 307 | Franky si impossessa della nave della Marina. Subito dopo Kokoro emerge dalle acque circostanti portando con sé i Pirati di Rufy, Chimney e Gonbe, che ha salvato dall'annegamento. La ciurma stenta a crederlo, ma Kokoro spiega che poiché ha superato i trent'anni, la sua coda si è divisa in due. Robin si riunisce con i suoi compagni e Chopper scopre che non riesce a muoversi, ma non ne comprende il motivo. Nel frattempo il Buster Call prosegue risparmiando solo il ponte dell'esitazione, ma i pirati comprendono che una volta terminata la distruzione di Enies Lobby, le navi volgeranno l'attenzione su di loro. Intanto Oimo e Karsee con in spalle Sodoma e Gomorra, che a loro volta hanno in groppa la Franky Family e i carpentieri della Galley-La company, continuano a essere presi di mira dalle cannonate delle navi della Marina. La notizia viene diffusa con gli altoparlanti e i pirati si preoccupano per la sorte dei loro amici. All'interno del primo pilone del ponte, Rufy e Lucci continuano a combattere noncuranti di ciò che avviene attorno a loro. Rufy attiva di nuovo il Gear Second. |                   |                   |
| 308 | L'ultimo ostacolo 「ルフィを待て！ためらいの橋の死闘！」 - Rufi o matte! Tamerai no Hashi no Shitō! – "Aspettando Rufy! Lotta sul Ponte dell'Esitazione!" | 6 maggio 2007     | 13 gennaio 2009   |
| 308 | Rufy prosegue il combattimento con Lucci e inizia ad avere la meglio. Per questo Lucci utilizza l'attacco più potente a sua disposizione, il Rokuogan, una tecnica simile all'Impact Dial, ma molto più potente. Rufy però si rialza e riceve l'incoraggiamento della sua ciurma oltre alla rassicurazione sul fatto che stanno tutti bene. A quel punto il duello prosegue. Le navi della Marina intanto accerchiano i compagni di Rufy sul ponte dell'esitazione e duecento ufficiali si preparano ad attaccarli. Zoro, Usop e Franky si accorgono anche che Sanji è sparito e Nami e Robin si preparano ad aiutarli, mentre Chopper non riesce ancora a muoversi. I marine partono all'attacco, ma i pirati riescono a tenere loro testa. Rufy e Lucci continuano a combattere alla pari, finché Lucci non coglie Rufy con la guardia abbassata e gli infligge un altro colpo con il Rokuogan. Rufy riesce a rialzarsi, ma poi crolla a terra nuovamente. Usop se ne accorge, così si toglie la maschera e urla, disperato. |                   |                   |
| 309 | La forza della disperazione 「拳に込めた想い!ルフィ渾身の銃乱打」 - Kobushi ni kometa omoi! Rufi konshin no gatoringu – "I sentimenti mostrati con i pugni! La massima potenza del gatling di Rufy" | 13 maggio 2007    | 15 gennaio 2009   |
| 309 | La ciurma di Rufy continua a sconfiggere i marine. Usop invece osserva Rufy che è a terra esausto e inizia a provocare Lucci, riuscendo a farlo arrabbiare. Lucci decide di ucciderlo, ma Rufy si rialza per continuare a combattere in modo da impedirglielo. Sanji, che ha lasciato i compagni a combattere sul ponte, raggiunge una sala in cui si trova un interruttore che stava cercando. Franky affronta Verygood che possiede il potere di dividersi in sfere dal frutto Berry Berry, con cui inizia a colpirlo da tutte le direzioni. Zoro però interviene in sua difesa e quando le respinge tutte, rimane solo la testa di Verygood: Franky la spara contro una delle navi della Marina, facendogli perdere i sensi. Zoro poi viene attaccato a mani nude da Shu, che tocca la Yubashiri e la fa arrugginire grazie al frutto Muffa Muffa. Shu poi tocca il braccio di Zoro, che non riesce più a muoversi, ma Usop colpisce il marine con uno dei suoi proiettili, salvando l'amico. Lucci colpisce Rufy con un altro Rokuogan e si allontana credendo che il duello sia terminato. Rufy però rimane in piedi e inizia a tempestarlo di pugni mentre ripensa alle parole di coloro che gli avevano detto che avere Robin nella ciurma sarebbe stato la loro rovina. Lucci prova a difendersi con il Tekkai; la tecnica però non è sufficiente e perciò viene scaraventato prima contro il muro e poi attraverso di esso, cadendo a terra privo di sensi. Tutti vengono informati del fatto che Rufy ha sconfitto Lucci. |                   |                   |
| 310 | Un amico venuto dal mare 「友、海より来る！麦わら一味最強の絆」 - Tomo, umiyori kitaru! Mugiwara ichimi saikyō no kizuna – "Un amico venuto dal mare! Il legame più forte della ciurma di Cappello di paglia" | 20 maggio 2007    | 15 settembre 2009 |
| 310 | Rufy ha sconfitto Lucci, con il sollievo dei suoi compagni e lo stupore dei marine presenti. All'improvviso un lumacofono trasmette le voci dei membri della Franky Family e dei carpentieri della Galley-La company, che sono ancora vivi grazie alle corde di Pauly che hanno impedito che precipitassero nel burrone. I Pirati di Rufy riprendono a combattere con rinnovato vigore, ma scoprono che Rufy non riesce più a muoversi per via della fatica e delle ferite ricevute nel duello appena terminato. La Marina comprende che i pirati hanno programmato di fuggire per mezzo della nave di scorta, così l'imbarcazione viene bombardata e distrutta. Kokoro, Chimney, Gonbe e Chopper, che si trovavano a bordo, vengono salvati da Sanji, appena tornato dai suoi compagni. La Marina inizia allora a bombardare il ponte dell'esitazione e i pirati vengono infine accerchiati. Le navi si preparano a uccidere Rufy e tutti i suoi amici lo implorano di rialzarsi, quando all'improvviso Usop sente una voce senza riuscire a capire da dove provenga. Anche i suoi compagni la sentono e Usop grida a tutti di gettarsi nel mare sottostante. Nei pochi secondi che procedono il bombardamento finale i pirati e i loro amici si lanciano in acqua scampando alla distruzione. La Going Merry è giunta fin lì per portarli in salvo. |                   |                   |
| 311 | La grande fuga! 「全員大脱出！勝者の道は海賊のために」 - Zenin dai dashūtsu! Shōsha no dō wa kaizoku no tame ni – "La grande fuga! I pirati verso il sentiero della vittoria" | 27 maggio 2007    | 17 settembre 2009 |
| 311 | La ciurma di Rufy sale a bordo della Going Merry. Dopo che Kokoro ha portato tutti nella nave, Rufy mentre stava per ringraziare Robin per essere giunto nella nave, viene bloccato perché lei vuole innanzitutto ringraziato di essere stata salvata. La situazione è ancora pericolosa perché i pirati sono circondati dalle navi della Marina, che aprono immediatamente il fuoco. Nonostante la breve distanza, nessun colpo va a segno; alcune cannonate colpiscono altre navi, che in seguito iniziano a scontrarsi tra di loro. La causa di tutto è la chiusura del cancello della giustizia, per colpa del quale si stanno riformando i vortici nella corrente marina. Infatti Sanji era andato a chiudere i cancelli mentre i suoi compagni combattevano sul ponte dell'esitazione. Mentre Nami guida la Going Merry in salvo, gli altri respingo le altre cannonate. Robin, inoltre, attiva il suo frutto del diavolo e spezza la schiena a Spandam, per via delle angherie subite. Anche Oimo, Karsee i membri della Franky Family e della Galley-La company riescono a portarsi in salvo a bordo del Puffing Tom. A poca distanza da ciò che resta di Enies Lobby Aokiji assiste alla disfatta e ammette che per il Governo mondiale si tratta di una disfatta totale. |                   |                   |
| 312 | Grazie ancora, Going Merry! 「ありがとうメリー！雪に煙る別れの海」 - Arigatō Merī! Yuki ni keburu wakare no umi – "Grazie Merry! Svanire nella neve sul mare degli addii" | 3 giugno 2007     | 22 settembre 2009 |
| 312 | Durante il viaggio di ritorno verso Water Seven, Rufy e Chopper iniziano a cercare Usop. Nel frattempo i pirati hanno la conferma che sono soli sulla nave e per quanto sia difficile da credere iniziano a pensare che la voce che hanno sentito fosse proprio quella della Going Merry. A un tratto di fronte a loro fa la sua comparsa una nave della Galley-La company e pochi istanti dopo la prua della Going Merry si spezza. Rufy implora Iceburg di ripararla, ma l'uomo gli risponde che non c'è più nulla da fare: la nave non può più navigare. Non appena l'Acqua Laguna era terminata Iceburg, passando vicino all'isola dei rottamatori era stato attirato da un suono. Giunto di fronte alla Going Merry aveva sentito una voce chiedergli di fissarla per permetterle di salpare un'ultima volta. Per tutta la notte Iceburg aveva tappato le falle più gravi, finché un'altra grossa onda aveva rimesso la barca in mare. La ciurma comprende che Iceburg ha ragione e sale su una scialuppa; Rufy, poi, dona alla sua nave un funerale vichingo dandole fuoco e lasciando che essa bruci fino ad affondare. Durante la cerimonia i pirati ripensano alle mille avventure che hanno vissuto sulla Going Merry a partire dal villaggio di Shirop. All'improvviso la Going Merry ricomincia a parlare e ringrazia tutti per essere stata amata oltre a chiedere scusa per non essere riuscita a portarli più lontano. |                   |                   |
| 313 | La pace è finita! 「破られた安息！愛の拳を持つ海軍中将」 - Yaburareta ansoku! Ai no kobushi o motsu kaigun chūjō – "La pace è finita! Il vice ammiraglio della Marina col pugno dell'amore" | 10 giugno 2007    | 24 settembre 2009 |
| 313 | La popolazione di Water Seven cerca di tornare alla normalità dopo l'Acqua Laguna, ritornando nelle loro case e riparando i danni, guidati da Pauly, che assiste soprattutto le persone dei bassifondi. Anche la Franky Family inizia a fare altrettanto con la House, ma poi alcuni membri si recano alla stazione per ritirare una merce speciale che è appena arrivata. Oimo e Karsee partecipano agli aiuti e offrono a Usop di portarlo con loro a Erbaf; Usop però è indeciso e non sa se accettare l'offerta. Kokoro raggiunge la ciurma di Rufy e informa Nami che il Log Pose ha bisogno di qualche altro giorno per settarsi sulla nuova rotta. Nami però è depressa perché con i suoi compagni non possiedono più né una nave, né tutti i loro averi. Alcuni abitanti però si presentano ai loro alloggi e rivelano che glieli avevano sequestrati quando li ritenevano responsabili dell'attacco a Iceburg, perciò restituiscono tutto in ottimo stato. Anche Franky li raggiunge e rivela di avere usato i duecento milioni che aveva rubato loro per comprare un pezzo dell'albero Adam, il più resistente al mondo. Con esso vuole costruire una nave in grado di arrivare in qualsiasi parte del mondo e si offre di donarla ai pirati quando sarà completata. Una nave della Marina raggiunge Water Seven con a bordo il viceammiraglio Garp, vecchio nemico di Gold Roger, che si dirige verso il luogo in cui riposano i pirati di Rufy. Fa irruzione nella stanza e attacca Rufy mentre sta dormendo, colpendolo con un pugno che riesce a ferirlo nonostante Rufy sia fatto di gomma. Rufy incredulo, riconosce Garp come suo nonno. |                   |                   |
| 314 | Una famiglia molto potente 「最強の家系？明かされたルフィの父！」 - Saikyō no kakei? Akasareta Rufi no chichi! – "La famiglia più potente? Rivelato il padre di Rufy!" | 17 giugno 2007    | 29 settembre 2009 |
| 314 | Rufy ordina alla ciurma di non provare ad attaccare Garp, che in passato l'ha quasi ucciso centinaia di volte cercando di allenarlo. Garp sostiene di averlo fatto per farlo diventare più forte insieme ad Ace. Garp gli spiega anche che Shanks fa parte dei Quattro Imperatori, i quattro pirati più potenti che governano nel Nuovo Mondo. Zoro raggiunge di corsa i suoi compagni e sconfigge molti marine di basso rango. Kobi in particolare lo attacca e mentre Rufy cerca di fermare i combattimenti, Hermeppo lo affronta. Kobi sa usare il Soru, mentre Hermeppo combatte con dei kukri.I due pirati sconfiggono gli aggressori in pochi istanti e riconoscono prima Kobi e poi con fatica Hermeppo. Garp inoltre rivela a Rufy che lui ha già incontrato suo padre a Logue Town, mentre Smoker lo stava catturando. Il nome di suo padre è Monkey D. Dragon, un rivoluzionario. Nel sentire tutti i presenti rimangono senza fiato, tranne Rufy che non lo ha mai sentito nominare. Robin gli spiega che i rivoluzionari sono persone che si oppongono al Governo mondiale, cercando di rovesciarlo. Numerosi regni sono caduti per mano loro. |                   |                   |
| 315 | Il suo nome è "Nuovo Mondo" 「その名は新世界！偉大なる航路の行方」 - Sono na wa shin sekai! Gurando Rain no yukue – "Il suo nome è Nuovo Mondo! Il corso della Rotta Maggiore" | 24 giugno 2007    | 1º ottobre 2009   |
| 315 | Kobi e Hermeppo raccontano le loro avventure a Rufy. Non sono entrati nella Rotta Maggiore passando dalla Reverse Mountain, ma attraversando una delle fasce di bonaccia. La Marina infatti possiede navi con la chiglia rivestita di agalmatolite, grazie alla quale i giganteschi Re del mare non si accorgono della loro presenza e non le attaccano. Questa invenzione è opera del dottor Vegapunk, che ha studiato i frutti del diavolo, in particolare come riescono a diffondere i poteri, e come trasmetterli agli oggetti. Kobi e Hermeppo proseguono raccontando a Rufy che la seconda parte della Rotta Maggiore è chiamata Nuovo Mondo; è il mare in cui si trovano i pirati più forti. Dopodiché i due se ne vanno perché i marine non possono fraternizzare con i pirati, ma promettono di incontrarsi in futuro nel Nuovo Mondo, e che lì Kobi diventerà Ammiraglio. Nella sede della Galley-La Company si riuniscono tutte le persone che hanno aiutato la ciurma di Rufy a Enies Lobby e inizia una festa. Robin si allontana dal gruppo, raggiunge un angolo appartato e viene raggiunto da Aokiji. Aokiji le chiede perché non sia sfuggita al CP9 come avrebbe fatto in passato e Robin gli spiega che questa volta è davvero legata ai suoi compagni. Aokiji allora se ne va augurandole di vivere intensamente e le ricorda che Ohara vive ancora in lei. |                   |                   |
| 316 | La mossa di Shanks 「シャンクス動く！暴走する時代への楔」 - Shankusu ugoku! Bōsōsuru jidai e no misogi – "Shanks fa la sua mossa! Cerimoniale per una nuova era" | 1º luglio 2007    | 6 ottobre 2009    |
| 316 | La festa prosegue fino alla sera e tutta Water Seven si unisce ai pirati. Il mattino seguente a Marijoa si scopre che Shanks ha raggiunto la nave di Barbabianca con l'intenzione di parlargli personalmente. Vengono accolti da Marco, comandante della Prima Divisione, e Jaws, comandante della Seconda Divisione, e il resto della ciurma sviene per l'ambizione di Shanks. Il pirata gli offre del saké dal Mare Occidentale e Barbabianca gli ritorna in mente quando Shanks era un mozzo nella ciurma di Roger insieme a Bagy, finché i due non si separarono a Logue Town dopo l'esecuzione del re dei pirati. Poi Barbabianca chiede a Shanks come abbia perso il suo braccio, ed egli risponde che se l'è giocato in una nuova era. All'inizio ricordano il passato, ma poi Shanks gli rivela il motivo della sua visita. Gli spiega che la cicatrice sull'occhio non gliela lasciò Mihawk, con cui era solito combattere, bensì Barbanera e che per anni quell'uomo ha tramato nell'ombra aspettando l'occasione giusta per raggiungere i vertici della pirateria. Shanks chiede a Barbabianca di richiamare Ace fermando la sua caccia a Barbanera, temendo che Ace possa essere sconfitto. Barbabianca però non accetta il consiglio ritenendo Shanks inesperto e sostenendo che il crimine di Barbanera, l'omicidio di un compagno, debba essere punito a qualsiasi costo. I due imperatori sfoderano le loro armi e cominciano a duellare. Iceburg, Lulu, Pauly e Tilestone raggiungono Franky sull'isola dei rottamatori per aiutarlo a costruire la nuova nave della ciurma di Rufy. |                   |                   |
| 317 | La ragazza in cerca del proprio Yagara 「ヤガラを探す少女！水の都大捜査線！」 - Yagara wo sagasu shoujo! Mizu no miyako dai sousasen – "La ragazzina alla ricerca del suo Yagara! Grande investigazione nella metropoli dell'acqua" | 8 luglio 2007     | 8 ottobre 2009    |
| 317 | Abi è una ragazzina che ha smarrito il suo Yagara Aobire durante l'Acqua Laguna e appende dei volantini per ritrovarlo. All'improvviso si imbatte in Rufy e Chopper, che vagano senza meta per la città e stanno venendo celebrati come eroi dalla popolazione. Per questo chiede loro di ritrovarlo, e nonostante le persone attorno affermino che sarebbe solo tempo perso, Rufy decide di accettare l'incarico. Rufy non ha altre idee che vagare senza meta per Water Seven e nemmeno chiedere aiuto a Robin e agli altri abitanti della città funziona. Inoltre Abi racconta di leggenda di Tsui, il villaggio in cui gli Yagara si recano prima di morire. Dopo aver scoperto da uno Yagara che Aobiri durante l'Acqua Laguna si trovava nelle fogne, Rufy, Chopper e Abi trovano dei lembi della sua sciarpa all'ingresso delle fogne che conducono nella parte inferiore composta dai vecchi edifici della città. Mentre vagano nei sotterranei, rischiano di annegare, ma riescono a salvarsi e al loro risveglio non capiscono come sia stato possibile. A una certa distanza i tre scorgono Aobire e Chopper traduce le sue parole. Aobire rivela di non potere tornare a casa e di essere finalmente in pace, ringraziando Abi per la sua gentilezza. Rufy prova ad afferrare Aobire, ma non ci riesce, perché in realtà è un miraggio che subito dopo scompare. Poi però i tre trovano un cucciolo, che era stato salvato da Aobiri, e Abi decide di prenderlo in cura. Vorrebbe tanto ricompensare Rufy, ma lui rifiuta. |                   |                   |
| 318 | Una grande famiglia 「母は強し!ゾロのドタバタ家事手伝い」 - Haha wa tsuyoshi! Zoro no dotabata kaji tetsudai – "La mamma forzuta! La farsa di Zoro come domestico" | 15 luglio 2007    | 13 ottobre 2009   |
| 318 | Zoro vaga per Water Seven per cercare di riparare la Yubashiri e si imbatte in Michael e Hoychael. I due lo seguono per tutta la città senza dargli tregua, così Zoro li colpisce in testa per farli smettere. All'improvviso viene attaccato da la loro madre adottiva Zodabata. Si calma solo quando Michael e Hoychael le dicono che Zoro ha accettato di entrare nella famiglia e a quel punto tutti i bambini al suo seguito lo trascinano a casa loro. Lì Zoro assiste alla discussione tra Zodabata e alcuni creditori e la difende da quegli uomini. Zoro continua a non avere il coraggio di contraddire Zodabata e pertanto la segue per la città, ma inizia a nascondersi per la vergogna ogni volta che vede in giro le persone che lo conoscono. Dopo essersene andato, Zodabata viene avvicinata di nuovo dai creditori, che stavolta sono accompagnati da Mikazuki. Hoychael corre a cercare Zoro, che arriva all'ultimo secondo e sconfigge tutti gli avversari. Zodabata comprende che il legame tra Zoro e i suoi compagni è molto forte e si rassegna a lasciarlo andare. |                   |                   |
| 319 | Una sorpresa per Sanji! 「サンジ衝撃!謎の爺さんと激ウマ料理」 - Sanji shōgeki! Nazo no jī-san to hageuma ryōri – "Sanji sfonda! Il vecchio misterioso e la sua cucina intensa" | 22 luglio 2007    | 15 ottobre 2009   |
| 319 | Sanji gira per Water Seven in compagnia di Chimney e Gonbe. Dopo che Sanji cerca di provarci con Nami e Robin, ma fallisce miseramente e Chimney e Gonbe lo portano da Banbanji, che cucina molto bene. Banbanji, però, è addormentato, così Sanji decide di cucinare personalmente. Quando Banbanji si risveglia Sanji scopre che lui conosce il Baratie, Zef e discutono anche dell'All Blue. Quando Chimney e Gonbe finiscono il piatto di Sanji anche Banbanji inizia a cucinare. Quando Sanji assaggia ciò che gli è stato servito, lo trova squisito e non riesce a capire cosa renda così speciale quel piatto. Mentre passeggia per la città riflettendo su quale possa essere il segreto di Banbanji incontra alcuni carpentieri della Galley-La company intenti a pranzare e assaggia anche il loro cibo. Anch'esso è stato preparato da Banbanji e questa volta Sanji comprende cos'è che rende le sue pietanze così speciali. Si tratta del sale particolare portato in città dall'Acqua Laguna. Sanji così chiede a Banbanji di donargliene un po', così Banbanji gli chiede di accompagnarlo sul tetto di un edificio su cui c'è moltissimo sale, che è stato lasciato dall'Acqua Laguna. Sanji se ne fa una grande scorta quella stessa sera ne usa un po', riscuotendo grande successo. Nel frattempo i carpentieri della Galley-La company proseguono la costruzione della nave. |                   |                   |
| 320 | La taglia 「ついに全員賞金首！6億超えの一味！」 - Tsuini zenin shōkinkubi! Rokuoku koe no ichimi! – "Tutti hanno una taglia! Una ciurma da oltre 600 milioni!" | 19 agosto 2007    | 19 ottobre 2009   |
| 320 | Franky continua a costruire la nave dei suoi sogni con l'aiuto di Iceburg e dei carpentieri della Galley-La company. Nel frattempo entrambi gli allievi di Tom ripensano al passato, quando Tom ha tramandato loro le sue conoscenze e la sua filosofia. Franky ripensa anche al momento in cui ha deciso di trasformarsi per sopravvivere alle ferite subite nello scontro con il Puffing Tom e a quando ha fatto ritorno a Water Seven. Nel frattempo Usop studia nuove strategie per farsi accogliere di nuovo nella ciurma di Rufy. Il mattino seguente Nami informa i suoi compagni che il Log Pose si è settato. Kokoro spiega che la loro destinazione successiva è l'isola degli Uomini Pesce, ma che per raggiungerla dovranno attraversare il triangolo Florian. È un tratto di mare pericoloso perché ogni anno più di cento navi che vi fanno ingresso scompaiono nel nulla per poi riapparire prive di equipaggio. All'improvviso, Mozu, Kiwi, Chimney e Gonbe fanno irruzione negli alloggi dei pirati e li informano che Franky ha terminato di costruire la loro nuova nave. Anche il resto della Franky Family si presenta di fronte a loro e mostra le loro nuove taglie. Rufy, Zoro e Robin ne sono felici; Nami, Chopper e Sanji invece si disperano per motivi differenti. Altre due persone hanno ricevuto una taglia sulla loro testa: Usop (sotto l'identità di Sogeking) e Franky. Per questo tutti quanti implorano Rufy di prendere Franky con sé in modo che sia protetto. |                   |                   |
| 321 | La nave dei sogni è finita! 「海を臨む百獣の王!夢の船堂々完成!」 - Umi o nozomu hyakujū no ō! Yume no fune dōdō kansei! – "Affronta il mare, re delle bestie! La nave dei sogni è completata!" | 26 agosto 2007    | 21 ottobre 2009   |
| 321 | La ciurma di Rufy è ancora intenta a pensare alle taglie poste sui vari membri, ma poi si avvia verso la spiaggia per ammirare la nuova nave e reclutare Franky nell'equipaggio. Giunti a destinazione non trovano Franky, ma rimangono estasiati dalla bellezza dell'imbarcazione. Iceburg comprende che la ciurma vuole reclutare Franky, ma spiega a Rufy che nonostante il cyborg desideri salpare con loro, non se la sente di abbandonare Water Seven e i suoi compagni della Family. Per questo suggerisce di ricorrere alla forza. La Franky Family raggiunge la base e cerca di convincere Franky ad andarsene, ma senza successo. Tamagon allora gli ruba le mutande e inizia la fuga verso l'isola dei rottamatori imitato dai suoi compagni e inseguito da Franky infuriato. Franky attraversa nudo tutta la città seminando il caos e scandalizzando tutti coloro che lo vedono. Quando sembra che stia per rientrare in possesso delle sue mutande interviene la ciurma di Rufy, che lo infila in un cannone che in seguito lo scaglia a destinazione. Di fronte alla nave che Franky ha creato e costruito, Franky riceve l'invito a unirsi alla ciurma di Rufy. |                   |                   |
| 322 | Addio, miei cari seguaci! 「さらば愛しき子分達!フランキー発つ」 - Saraba itoshiki kobun-tachi! Furankī tatsu – "Addio miei adorati compagni! Franky parte" | 2 settembre 2007  | 23 ottobre 2009   |
| 322 | Franky si rifiuta di unirsi alla ciurma, così Robin usa il suo potere e afferra i suoi testicoli iniziando a stringerli. Nonostante il dolore, Franky sostiene che la nave che ha costruito costituisce il suo sogno. Iceburg però interviene e gli ricorda che il suo sogno è sempre stato raggiungere con la sua nave la fine del mare. Inoltre sostiene che tutto ciò che Franky ha fatto negli ultimi anni a Water Seven sia stato fatto per espiare la colpa della morte di Tom anche se era stato perdonato. Anche i membri della Franky Family insistono affinché accetti l'offerta di Rufy. Franky continua a piangere e tutti credono che sia per colpa di Robin, ma in realtà finge perché sta ripensando a come abbia fondato la sua banda riunendo attorno a sé malviventi e derelitti. All'improvviso Zoro e Sanji raggiungono i loro compagni di corsa e li informano che Garp, insieme ad Aokiji, ha deciso di catturarli e che li sta cercando. La ciurma si prepara a salpare di corsa, così Rufy restituisce le mutande a Franky, che accetta di unirsi a loro. |                   |                   |
| 323 | Addio, Water Seven! Bentornato, Usopp! 「出港水の都!男ウソップ決闘のケジメ」 - Shukkō Mizu no miyako! Otoko Usoppu kettō no kejime – "Si lascia la metropoli dell'acqua! La decisione finale dell'uomo Usop" | 9 settembre 2007  | 26 ottobre 2009   |
| 323 | La Marina scopre che la ciurma di Rufy si trova sull'isola dei rottamatori e salpa immediatamente con l'intenzione di catturarla. La nave dei pirati nel frattempo inizia ad allontanarsi da Water Seven nonostante l'equipaggio sia a conoscenza del fatto che Usop vorrebbe tornare con loro. Qualche giorno prima infatti, Sanji ha rivelato di averlo visto mentre si allenava a riunirsi ai suoi vecchi compagni, ma Zoro ha insistito affinché Rufy non corresse da Usop, ma al contrario attendesse che fosse lui a chiedere scusa. Garp inizia a lanciare palle di cannone dalla sua nave, perciò Rufy ordina di fuggire immediatamente. Proprio in quel momento Usop raggiunge la spiaggia e si stupisce che gli altri non lo abbiano aspettato. Inizia a cercare di convincerli a riaccettarlo senza chiedere scusa, così loro fingono di non sentirlo. Usop riflette sul suo comportamento e scoppia in lacrime implorando a gran voce il perdono di Rufy. Rufy allunga il braccio e afferra Usop, portandolo a bordo della nave. |                   |                   |
| 324 | Fuorilegge, ma sempre amati 「めぐる手配書！故郷は踊る船は進む！」 - Meguru tehaisho! Kokyō wa odoru fune wa susumu! – "Le taglie circolano! Le città natali fanno festa mentre la nave avanza!" | 16 settembre 2007 | 28 ottobre 2009   |
| 324 | Garp continua a lanciare palle di cannone verso la nave di Rufy e si accorge che, stranamente, i pirati stanno ammainando le vele. Si tratta infatti di una decisione di Franky, che chiede ai suoi nuovi compagni di fidarsi. Prima di spiegare le motivazioni del suo gesto inoltre, vuole dare un nome alla nave. Espone alla ciurma il nome che gli ha suggerito Iceburg, Thousand Sunny, che viene accolto con gioia da tutti i componenti. L'equipaggio si prepara a sfuggire alla nave della Marina: poco prima che una palla di cannone più grande della Thousand Sunny distrugga la nave essa fugge grazie al Coup de Burst una spinta che la fa avanzare di un chilometro in pochi istanti. Nel frattempo i loro amici reagiscono alle nuove taglie della ciurma. Nefertari Cobra, Igaram, Chaka e Pell vedendole si chiedono perché Rufy abbia fatto entrare nella sua ciurma Nico Robin, che all'inizio era sua nemica, ma Nefertari Bibi pensa che Rufy sia intelligente e che sia consapevole di ciò che fa. Nel Baratie, i cuochi deridono Sanji per la sua nuova taglia. Nel villaggio si Foosha, da cui proviene Rufy, i cittadini festeggiano nonostante il sindaco non sia d'accordo che Rufy sia diventato un criminale. Nel villaggio di Shirop, da cui proviene Usop, Kaya, Carota, Cipolla e Peperone sono gli unic a riconoscere Usop dalla maschera di Sogeking. Koshiro, maestro di Zoro, accoglie nuovi alunni che vogliono diventare pirati, e sostiene Zoro nonostante sia diventato un pirata. Genzo è indignato per la foto di Nami, ma Nojiko lo consola e gli dice che almeno lei è felice. Kureha informa Dorton sulla taglia di Chopper. Smoker e Tashigi, mentre sono a caccia di pirati, vengono a conoscenza delle taglie e rinnovano la loro intenzione di arrestarli; Dragon invece pensa a Rufy e lo esorta a vivere secondo le proprie scelte.                                         |                   |                   |
| 325 | L'oscurità di Barbanera 「最凶の能力! エースを襲う黒ひげの闇」 - Saikyō no nōryoku! Ēsu o osou Kurohige no yami – "Il potere più devastante! L'oscurità di Barbanera attacca Ace" | 23 settembre 2007 | 30 ottobre 2009   |
| 325 | Alcuni giorni prima che i Pirati di Rufy salpassero da Water Seven, Ace raggiunse Barbanera a Banaro, nella Rotta Maggiore. Barbanera lo invitò a entrare nella sua ciurma con la promessa che avrebbero dominato il mondo grazie a un piano perfetto il cui primo passo consisteva nella cattura di Rufy, ma Ace rifiutò l'offerta, sia per il gesto fatto da Barbanera, sia perché Rufy è suo fratello. Van Ooger cerca di sparargli, ma Ace si trasforma in fuoco attaccando la ciurma di Barbanera facendola fuggire. Barbanera ammise la sua colpa: avere ucciso Satch, che comandava la quarta divisione dei Pirati di Barbabianca. Satch infatti aveva trovato il frutto del diavolo che da lungo tempo Barbanera stava cercando: il Dark Dark, che dà il potere dell'oscurità. Per dimostrargli la sua potenza assorbì tutta la città nella sua oscurità, per poi espellerne le macerie. Ace, per nulla intimorito attaccò di nuovo Barbanera, che prima usò il suo potere per assorbire le fiamme che lo avvolgevano e poi passò al contrattacco. Attirò Ace a sé e toccandolo riuscì a impedirgli di trasformarsi in fuoco, per poi colpirlo con tutta la sua forza. Van Ooger nota che Ace è forte anche senza il potere del suo frutto. Ace iniziò a ricorrere ad attacchi a distanza e il combattimento proseguì a lungo, finché entrambi non iniziarono a sentire la stanchezza. I due contendenti allora decisero di ricorrere al loro attacco più potente. Questo duello fu ciò che portò a un altro evento ancora più grande. |                   |                   |
| 326 | Una misteriosa ciurma di pirati 「謎の海賊ご一行！サニー呉と危険な罠」 - Nazo no kaizoku go ichigyō! Sanī-gō to kikken na wana – "Il piano dei misteriosi pirati! La Sunny e la trappola pericolosa!" | 14 ottobre 2007   | 2 novembre 2009   |
| 326 | Nel mare di ghiaccio un gruppo di fratelli e sorelle si prepara a festeggiare il compleanno di Don Accino. Altrove una ciurma pirata assiste Puzzle, gravemente ferito. A bordo della Thousand Sunny, la ciurma rimane affascinata dalle numerose caratteristiche della nuova nave. A un certo punto inizia a nevicare e Zoro avvista una nave alla deriva, senza vele, né bandiera. La ciurma così la raggiunge per soccorrere l'equipaggio, che è quello di Puzzle, ferito. I membri raccontano di essere stati attaccati alcuni giorni prima da un'altra ciurma che gli ha sottratto vele, bandiera e provviste. Per questo motivo Rufy li invita a cena e Chopper cura i feriti. Stansen viene contattato tramite lumacofono dalla famiglia e informa di essersi imbattuto in un'altra ciurma e si prepara a entrare in azione. Sale sulla Thousand Sunny e offre un barile alla ciurma come ricompensa per la loro generosità, dopodiché chiede alla ciurma di Rufy di riportarli sulla loro isola natale. Rufy acconsente e la Sunny inizia a muoversi trainando l'altra nave. Nella notte, mentre i Pirati di Rufy dormono, l'altro equipaggio si decide a entrare in azione nonostante la gentilezza ricevuta. Franky, Sanji e Robin però hanno solo finto di addormentarsi, perché si sono accorti del sonnifero che gli ospiti hanno aggiunto al cibo, così si preparano ad affrontarli. |                   |                   |
| 327 | Accerchiamento navale 「サニー号ピンチ!唸れ超速の秘密メカ」 - Sanī-gō pinchi! Unare chōsoku no himitsu meka – "La Sunny nei guai! Il ruggito della potenza meccanica" | 21 ottobre 2007   | 4 novembre 2009   |
| 327 | Rendendosi conto di essere stati scoperti alcuni di coloro che sono stati aiutati dalla ciurma di Rufy attaccano Sanji, Robin e Franky. Stansen però li ferma e vedendo che sono arrivati anche Zoro e Nami ordina la ritirata. Con un gioco di luci e di esplosioni fa credere che numerose navi della Marina stiano circondando la Thousand Sunny; la ciurma di Rufy decide così di fuggire tirando dietro di sé l'altra nave. Una volta addentrati nel mare di ghiaccio, Rufy inizia a cercare Chopper e quando lo trova, lui gli dice che deve restare sulla nave perché c'è Puzzle che ha bisogno di cure. Rufy acconsente e mentre Chopper prosegue il suo lavoro, Jiro gli rivela di fare parte dei Pirati della Fenice. La ciurma è stata nel Nuovo Mondo, ma lì è stata duramente sconfitta, per questo è tornata indietro. Il resto dei Pirati della Fenice discute sul da farsi: alcuni criticano Stansen, che è troppo remissivo con coloro che gli hanno rubato il Jolly Roger. Tutti assieme, quindi, decidono di attaccare il gruppo di persone che li sta ricattando. Il mattino seguente la Thousand Sunny naviga tra i ghiacciai. Altrove, la famiglia Accino si prepara ad andare all'assalto dei Pirati di Rufy. |                   |                   |
| 328 | Un sogno che affonda 「新世界に沈む夢!失意の海賊パズール」 - Shinsekai ni shizumu yume! Shitsui no kaizoku Pazūru – "Il sogno affonda nel Nuovo Mondo! Puzzle, il pirata disperato" | 28 ottobre 2007   | 6 novembre 2009   |
| 328 | La ciurma continua a navigare in mezzo agli iceberg che si muovono e crede sempre di più che si tratti di una trappola. Nel frattempo Puzzle si risveglia a bordo della sua nave e ripensa a quanto gli è successo: nel Nuovo Mondo la sua ciurma si era imbattuta in un'altra ciurma troppo forte ed era fuggita. Pur di aiutare i suoi compagni a salvarsi, Vigaro li aveva attaccati riuscendo a distruggere il loro timone, ma perdendo la vita. Jiro lo informa che una volta tornati nella prima parte della Rotta Maggiore, sono stati attaccati da alcuni cacciatori di taglie che ora li costringono a lavorare per loro. Puzzle sale in coperta e rivela a tutti che non ha intenzione di tornare nel Nuovo Mondo perché lì rischierebbero nuovamente di morire. I suoi compagni rimangono senza parole e si arrabbiano, perché loro non hanno perso la fiducia in Puzzle e vogliono riprovare a viaggiare in quelle acque. Poco prima che Rufy e Chopper possano tornare sulla Thousand Sunny il mare si agita; la fune che collega le due navi si rompe ed esse si perdono di vista. La Sunny rimane intrappolata tra i ghiacci e viene raggiunta da quattro cacciatori di taglie, ma si libera utilizzando il Coup de Burst. Lil invia un pesce volante a rubare la loro bandiera. Una volta in salvo la ciurma si accorge che essa gli è stata rubata e anche che Zoro non è più tra loro. |                   |                   |
| 329 | Tutti pronti per lo scontro sui ghiacci 「襲い来る刺客たち!氷上大バトル開始」 - Osoi kuru shikaku-tachi! Kōri ue dai batoru kaishi – "Gli assassini attaccano! La grande battaglia tra i ghiacci comincia" | 4 novembre 2007   | 9 novembre 2009   |
| 329 | I compagni di Rufy comprendono che il Jolly Roger è stato rubato dalla famiglia di cacciatori di taglie. Per questo tornano indietro, ma finiscono di nuovo per essere intrappolati tra gli iceberg. Per cercare di capire come evitarli, Nami e Franky si immergono con lo Shark Submerge 3 e scoprono che la responsabilità è di moltissimi pinguini che li spingono rimanendo sott'acqua. Gli animali iniziano a dare la caccia al sommergibile, che fugge, mentre un iceberg colpisce violentemente la Thousand Sunny. Usop e Sanji vengono sbalzati via dalla nave e solo Robin rimane a bordo. Rufy e Chopper si separano dai Pirati della Fenice, che subito dopo vengono raggiunti da Blindo. Usop e Sanji si imbattono invece in Salco e Arabelle e si preparano a combattere. Nami e Franky riescono a liberarsi dei pinguini, ma incontrano Hockera intenzionato a catturarli. Robin invece, si trova faccia a faccia con Lil. Rufy e Chopper vengono spinti dagli Iceberg nuovamente sulla nave di Puzzle. Blindo li deride perché hanno perso il Jolly Roger e nel sentire queste parole Rufy decide di affrontarlo. Vagando senza meta, Zoro finisce a Lovely Land, la base della famiglia Accino. |                   |                   |
| 330 | Lotta per la bandiera 「大苦戦麦わら一味！旗にかける海賊魂」 - Taikusen Mugiwara ichimi! Hata ni kakeru kaizokudamashī – "I combattimenti della ciurma di Cappello di paglia! L'anima pirata racchiusa nella bandiera" | 11 novembre 2007  | 11 novembre 2009  |
| 330 | Rufy attacca molte volte Blindo con i suoi pugni, ma non riesce a colpirlo, mentre Salco e Arabelle decidono di catturare Sanji e Usop. Robin cerca di convincere Lil a farsi dire dove è stata portata la loro bandiera e Nami e Franky fanno lo stesso con Hockera. Rufy riesce a colpire Blindo solo dopo alcuni tentativi, con Blindo che capisce che è meglio continuare lo scontro a Lovely Land. Per questo fugge a bordo di un motoscafo e Rufy, tentando di inseguirlo, cade in acqua; Puzzle prima cattura Blindo con la sua catena e poi utilizza la sua arma per salvare Rufy dall'annegamento. Usop invece colpisce Arabelle con la sua arma, ma finisce per fare infuriare ancora di più Salco. Zoro, che è entrato a Lovely Land, vaga nell'edificio. Lo Shark Submerge 3 viene congelato, così Franky e Nami vengono chiusi all'interno senza possibilità di uscire o di accenderne il motore. In questo modo Hockera fa trasportare il mezzo subacqueo fino a Lovely Land. Robin lo viene a sapere e per questo cerca di raggiungere i suoi compagni chiedendo a Lil di proseguire il gioco a casa sua. |                   |                   |
| 331 | Trottola incandescente! 「暑苦しさ全開!迫る双子の磁力パワー」 - Atsukushisa zenkai! Semaru futago no jiryoku pawā – "Trottola incandescente! Il potere magnetico del duo si avvicina" | 18 novembre 2007  | 13 novembre 2009  |
| 331 | Puzzle propone uno scambio a Blindo: se la famiglia Accino acconsentirà a lasciare andare i suoi compagni allora accetterà di farsi consegnare alla Marina. Rufy invece vuole riavere la sua bandiera e Blindo gli rivela che essa si trova al loro quartier generale, Lovely Land. Robin si fa accompagnare da Lil proprio a Lovely Land, mentre Sanji e Usop vengono sconfitti e catturati da Salco e Arabelle. All'improvviso, la nave dei Pirati della Fenice viene raggiunta da Campaccino. Mediante una tecnica basata sul magnetismo, Blindo viene liberato e i due incominciano a combattere contro Rufy. Lo scontro si sposta sul ghiaccio e i tre combattenti si separano dagli altri. Zoro finisce nella stanza in cui si trova Accino e fa la sua conoscenza. Mentre beve con Accino, si accorge che Accino colleziona bandiere pirata. Proprio in quel momento un uccello consegna il Jolly Roger dei Pirati di Rufy ad Accino, che rivela di avere subito riconosciuto Zoro. |                   |                   |
| 332 | La casa del grande caos 「大混乱の館!怒るドンと囚われの一味」 - Daikōran no kan! Ikaru Don to toraware no ichimi – "La grande casa del caos! Il Don arrabbiato e la ciurma imprigionata" | 25 novembre 2007  | 16 novembre 2009  |
| 332 | Rufy affronta Blindo e Campaccino mentre Franky e Nami vengono portati a Lovely Land e gettati nella prigione in cui si trovano Usop e Sanji. Zoro invece deve vedersela con Accino, che ha mangiato il frutto Caldo Caldo. Lo scontro è di breve durata perché dopo alcuni scambi, Zoro cade in una botola e finisce per raggiungere i suoi compagni. Il combattimento di Rufy termina quando i due gemelli decidono di tornare alla loro base perché Accino è adirato. I prigionieri vengono raggiunti da Lil e Robin; Robin però non fa nulla per liberare i suoi amici, ma si allontana. Giunta nella sala della festa di Accino, nota delle bottiglie di cola e chiede a Lil di portarle ai pirati catturati, con la scusa di essere generosa nei loro confronti. Grazie alla bevanda, Franky recupera le energie e riesce a evadere assieme ai suoi compagni. I cinque cominciano a vagare per Lovely Land alla ricerca della loro bandiera. Rufy torna sulla nave dei Pirati della Fenice e decide di partire su una scialuppa alla volta di Lovely Land assieme a Chopper e Jiro. Puzzle ordina ai suoi uomini di seguirli. |                   |                   |
| 333 | Il ritorno della Fenice! 「不死鳥ふたたび!友に誓う海賊旗の夢」 - Fushichō futatabi! Tomo ni chikau kaizokuki no yume – "Il ritorno della Fenice! Il sogno della bandiera pirata promesso ad un amico" | 2 dicembre 2007   | 18 novembre 2009  |
| 333 | Il gruppo di pirati presente all'interno di Lovely Land si fa guidare da Zoro, finendo per perdersi. Robin raggiunge i suoi compagni e si offre di recuperare la bandiera, per fare credere a Rufy che essa in realtà non gli è mai stata rubata. All'esterno invece, la famiglia Accino si presenta di fronte a Rufy, Chopper e Jiro. All'inizio i cacciatori di taglie approfittano della loro superiorità numerica, ma poi Chopper e Jiro colpiscono duramente Hockera; allora quest'ultimochiama in suo soccorso decine di pinguini Domo. Anche l'effetto delle Rumble Ball si esaurisce, ma in loro soccorso arrivano i Pirati della Fenice. I pinguini attaccano anche loro e mentre sono intenti a combattere, Puzzle ritrova la voglia. Disperde i pinguini con la sua catena e decide di riprendersi la sua bandiera. Scortato dai suoi compagni, si offre di affrontare anche gli altri proprio nel momento in cui arrivano anche i pirati di Rufy. Robin incontra Lil, che si offre di accompagnarla nella stanza in cui sono conservate tutte le bandiere pirata. Entrano in una serra e lì alcune piante rampicanti immobilizzano Robin. Rufy sconfigge rapidamente Blindo mentre Puzzle affronta Campaccino. Franky attacca Hockera mentre Usop e Sanji cercano una rivincita contro Salco e Arabelle, venendo aiutati anche da Nami. Nami sconfigge Arabelle mentre Sanji si sbarazza di Salco. All'improvviso Accino si presenta di fronte a tutti intenzionato a vendicare i suoi figli. |                   |                   |
| 334 | Uno scontro ad alte temperature 「アツアツ超決戦!ルフィvs灼熱のドン」 - Atsu atsu chōkessen! Rufi VS shakuretsu no Don – "L'incandescente battaglia decisiva! Rufy contro il rovente Don" | 9 dicembre 2007   | 20 novembre 2009  |
| 334 | Rufy cerca di ferire Accino, ma il frutto Caldo Caldo lo ustiona ogni volta che prova a colpirlo. Gli attacchi a base di calore di Accino invece, mettono Rufy in difficoltà. Chopper e Jiro decidono di entrare a Lovely Land per recuperare le loro bandiere, ma vengono colpiti. Puzzle continua ad affrontare Campaccino mentre il resto dei Pirati della Fenice devono vedersela con i pinguini Domo che cercano di ricoprirli di neve per congelarli. Rufy usa del ghiaccio per proteggere le mani dal corpo incandescente di Accino e lo colpisce violentemente. Puzzle sconfigge Campaccino; i suoi compagni invece decidono di passare al contrattacco e iniziano a inseguire gli animali eliminandoli uno dopo l'altro. Mentre Rufy continua il suo combattimento i Pirati della Fenice cercano di recuperare la loro nave, che si sta allontanando da sola. Puzzle, Jiro e Chopper invece, così come Franky, Sanji e Usop entrano nell'edificio alla ricerca dei loro vessilli. Sanji e Usop finiscono nella serra in cui Robin è prigioniera di Lil. Usop colpisce la pianta che perde la presa su Robin; Lil a sua volta, viene protetta da Robin da alcune macerie di Lovely Land, dopodiché fugge assieme ai suoi compagni. Puzzle, Jiro e Chopper raggiungono la sala delle bandiere e vengono travolti da Accino, scagliato accidentalmente in quella stanza da Rufy. Jiro e Chopper si salvano grazie all'intervento di Puzzle e di Zoro. Accino però non è ancora sconfitto e torna di fronte a Rufy, che si prepara a combattere in Gear Second. |                   |                   |
| 335 | Addio a un coraggioso pirata 「新世界で待つ!勇ましき海賊との別れ」 - Shinsekai de matsu! Isamashiki kaizoku to no wakare – "Appuntamento nel Nuovo Mondo! L'addio ai coraggiosi pirati" | 16 dicembre 2007  | 23 novembre 2009  |
| 335 | Il calore di Accino aumenta sempre di più e Nami si accorge che il clima del mare di ghiaccio sta cambiando. Lo scontro tra Rufy e Accino prosegue senza sosta: i colpi del pirata feriscono l'uomo, ma lo ustionano, finché entrambi non precipitano in un crepaccio pieno di lava incandescente. Rufy si salva allungando le braccia; Accino invece sopravvive perché è più caldo del magma. All'interno di Lovely Land, la ciurma di Rufy osserva tutte le bandiere pirata senza potere trovare la loro. Un uccello comandato da Lil, però afferra quella che essi cercano e gliela consegna. All'esterno i Pirati della Fenice riescono a impedire che i pinguini Domo portino via la loro nave e si accorgono che gli animali vogliono riprovarci con la Thousand Sunny. Il tentativo viene sventato da Franky, che ha recuperato lo Shark Submerge 3 e li attacca sconfiggendoli. Rufy rischia di cadere nuovamente nella lava, ma viene salvato dal Perfect Clima Takt di Nami che crea una superficie solida e fredda. Accino deride i sogni dei pirati che rischiano la vita per una bandiera e Rufy lo colpisce con tanta violenza da scagliarlo contro il castello. L'edificio crolla con l'impatto e Accino perde i sensi. La ciurma di Rufy raggiunge Franky sulla Thousand Sunny e con un lavoro di squadra scagliano Usop sulla cima dell'albero in modo che riattacchi la bandiera prima che Rufy abbia le prove che gli era stata rubata. Anche i Pirati della Fenice issano la loro bandiera e riprendono il mare. A bordo della loro nave Arabelle chiede scusa a Lil per averla trascurata, mentre Campaccino cerca di vendicare Accino e Puzzle lo attacca per permettere a Rufy di proseguire. I due capitani si promettono di incontrarsi ancora nel Nuovo Mondo. |                   |                   |
| 336 | Chopperman alla riscossa 「出動チョッパーマン！守れ渚のＴＶ局」 - Shutsudō Choppāman! Mamore nagisa no terebi kyoku – "Chopperman parte! Il salvataggio della stazione TV sulla costa" | 23 dicembre 2007  | 25 novembre 2009  |
| 336 | Chopper difende il pianeta da Usop. Nella sua base segreta Chopper e Nami sono a corto di soldi. Guardando la televisione i due scoprono che Usop ha attaccato un'emittente per pubblicizzarsi e reclutare dei nuovi sottoposti offrendo in cambio un rarissimo modellino di aereo. Chopper rimane affascinato dall'offerta e decide di allearsi con Usop. Quest'ultimo prosegue la trasmissione; Sanji fa un programma di cucina che però dura solo pochi secondi, vista la sua abilità ai fornelli. Zoro fa trasmettere un film con una trama insensata. Quando Chopper raggiunge gli studi televisivi Usop gli concede il modellino, ma pretende in cambio che i due combattano in diretta e che Chopper si faccia sconfiggere. Quando l'incontro ha inizio Usop effettua una serie di prese su Chopper, che si lascia sempre atterrare. In questo modo il suo piano inizia ad avere successo e il centralino riceve numerose telefonate di persone che vogliono entrare nella sua organizzazione. Prima di sferrare la sua mossa finale Usop rivela a Chopper di non avere mai avuto l'intenzione di regalargli il modellino. Chopper allora sfodera tutta la sua tenerezza e tutto il pubblico ricomincia a tifare; inoltre si fa aiutare, così Usop decide di giocare la sua ultima carta. Chiama in soccorso Franky ordinandogli di distruggere tutto. Chopper prova a intervenire ma non può fare nulla, così in suo aiuto giunge Rufy, che lo sconfigge facilmente. Inoltre Chopper scaglia Usop oltre l'orizzonte. |                   |                   |

## DVD

### Giappone
Gli episodi della nona stagione di One Piece sono stati distribuiti in Giappone anche tramite DVD, tre per disco, da gennaio 2008.
| N° | Data              | Dischi | Episodi      | Extra | Fonte  |
| -- | ----------------- | ------ | ------------ | ----- | ------ |
| 1  | 9 gennaio 2008    | 1      | 264-266      | /     | [ 3 ]  |
| 2  | 6 febbraio 2008   | 1      | 267-269      | /     | [ 4 ]  |
| 3  | 5 marzo 2008      | 1      | 270-272      | /     | [ 5 ]  |
| 4  | 2 aprile 2008     | 1      | 273-275      | /     | [ 6 ]  |
| 5  | 7 maggio 2008     | 1      | 276-278      | /     | [ 7 ]  |
| 6  | 4 giugno 2008     | 1      | 284-286      | /     | [ 8 ]  |
| 7  | 2 luglio 2008     | 1      | 287-289      | /     | [ 9 ]  |
| 8  | 6 agosto 2008     | 1      | 290, 293-294 | /     | [ 10 ] |
| 9  | 3 settembre 2008  | 1      | 295-297      | /     | [ 11 ] |
| 10 | 1º ottobre 2008   | 1      | 298-300      | /     | [ 12 ] |
| 11 | 5 novembre 2008   | 1      | 301-302, 304 | /     | [ 13 ] |
| 12 | 3 dicembre 2008   | 1      | 305-307      | /     | [ 14 ] |
| 13 | 7 gennaio 2009    | 1      | 308-310      | /     | [ 15 ] |
| 14 | 4 febbraio 2009   | 1      | 311-313      | /     | [ 16 ] |
| 15 | 4 marzo 2009      | 1      | 314-316      | /     | [ 17 ] |
| 16 | 1º aprile 2009    | 1      | 317-319      | /     | [ 18 ] |
| 17 | 13 maggio 2009    | 1      | 320-322      | /     | [ 19 ] |
| 18 | 3 giugno 2009     | 1      | 323-325      | /     | [ 20 ] |
| 19 | 1º luglio 2009    | 1      | 326-328      | /     | [ 21 ] |
| 20 | 20 agosto 2009    | 1      | 329-331      | /     | [ 22 ] |
| 21 | 2 settembre 2009  | 1      | 332-335      | /     | [ 23 ] |
| /  | 23 maggio 2008    | 1      | 279-283      | /     | [ 24 ] |
| /  | 1º agosto 2007    | 1      | 291-292, 303 | /     | [ 25 ] |
| /  | 21 settembre 2011 | 1      | 336, 492     | /     | [ 26 ] |